# Liste des députés de la Seine
 (mai 2025).
Cet article est une liste des députés élus dans le département de Paris, renommé en département de la Seine de 1795 à 1968 (ce département, supprimé en 1968, couvrait l'actuelle ville et département de Paris et une partie des départements des Hauts-de-Seine, de la Seine-Saint-Denis et du Val-de-Marne).

## Cinquième République(1958-1967)

### Deuxième législature(1962-1967)
| Circ. | Député | Parti | Parti   | Suppléant(e)                                     |
| ----- | --- | ----- | ------- | ------------------------------------------------ |
| 1re   | Pierre-Charles Krieg |       | UNR-UDT | Pierre-Émile Manteuil                            |
| 2e    | Jean Sainteny puis 7 janvier 1963 Amédée Brousset                                                                                          |       | UNR-UDT | Amédée Brousset                                  |
| 3e    | René Capitant |       | UNR-UDT | Roger Sauphar                                    |
| 4e    | Pierre Bas |       | UNR-UDT | François Collet                                  |
| 5e    | Jacques Mer |       | UNR-UDT | Michel Couvert-Castéra                           |
| 6e    | Bernard Dupérier |       | UNR-UDT | Gilbert Heurley                                  |
| 7e    | Gabriel Kaspereit |       | UNR-UDT | Raymond Colibeau                                 |
| 8e    | Jean-Charles Lepidi |       | UNR-UDT | Jacques Trotté                                   |
| 9e    | André Fanton |       | UNR-UDT | Michel Marquet                                   |
| 10e   | Jacques Malleville |       | UNR-UDT | Michel Cauchard                                  |
| 11e   | Roger Frey puis le 7 janvier 1963 Raphaël Touret puis le 22 septembre 1965 Roger Frey puis le 20 octobre 1965 Jean-Claude Servan-Schreiber |       | UNR-UDT | Raphaël Touret puis Jean-Claude Servan-Schreiber |
| 12e   | Pierre-Louis Bourgoin |       | UNR-UDT | André Planchet                                   |
| 13e   | René Sanson |       | UNR-UDT | Lucien Pergeline                                 |
| 14e   | Hubert Germain |       | UNR-UDT | Michel Breuil                                    |
| 15e   | Michel de Grailly |       | UNR-UDT | Roger Briclot                                    |
| 16e   | Christian de La Malène |       | UNR-UDT | Pierre Dangles                                   |
| 17e   | Jacques Marette puis le 7 janvier 1963 Bernard Rocher                                                                                      |       | UNR-UDT | Bernard Rocher                                   |
| 18e   | Nicole de Hauteclocque |       | UNR-UDT | Noël Le Guillou                                  |
| 19e   | Claude Roux |       | UNR-UDT | Colette Roux                                     |
| 20e   | Michel Habib-Deloncle puis le 7 janvier 1963 Odette Launay                                                                                 |       | UNR-UDT | Odette Launay                                    |
| 21e   | Bernard Lepeu |       | UNR-UDT | Didier Delfour                                   |
| 22e   | Jacques Sanglier |       | UNR-UDT | Pierre Delphy                                    |
| 23e   | Jean de Préaumont |       | UNR-UDT | Pierre Chédor                                    |
| 24e   | François Missoffe puis le 7 janvier 1963 Robert Trémollières                                                                               |       | UNR-UDT | Robert Trémollières                              |
| 25e   | Alexandre Sanguinetti puis le 9 février 1966 Dominique Wapler                                                                              |       | UNR-UDT | Dominique Wapler                                 |
| 26e   | Joël Le Tac |       | UNR-UDT | Georgette Auburtin                               |
| 27e   | Jean Bernasconi |       | UNR-UDT | Henri Pozza                                      |
| 28e   | Pierre Ruais |       | UNR-UDT | André Gaultier                                   |
| 29e   | André Rives-Henrÿs |       | UNR-UDT | Jacqueline Bretton-Diaz                          |
| 30e   | Marc Saintout |       | UNR-UDT | Daniel Col                                       |
| 31e   | Albert Marcenet |       | UNR-UDT | Jean Auburtin                                    |
| 32e   | Alphonse Le Gallo puis le 19 février 1965 Georges Germain                                                                                  |       | SFIO    | Georges Germain                                  |
| 33e   | Raymond Barbet |       | PCF     | Étienne Lafourcade                               |
| 34e   | Achille Peretti |       | UNR-UDT | Marguerite Dupont-Fauville                       |
| 35e   | Edmond Pezé |       | UNR-UDT | Alice Vidailhan                                  |
| 36e   | Waldeck L'Huillier |       | PCF     | Henri Neveu                                      |
| 37e   | Michel Maurice-Bokanowski puis le 7 janvier 1963 Émile Tricon                                                                              |       | UNR-UDT | Émile Tricon                                     |
| 38e   | Roland Carter |       | UNR-UDT | Suzanne Blondeau                                 |
| 39e   | Étienne Fajon |       | PCF     | Fernand Lefort                                   |
| 40e   | Fernand Grenier |       | PCF     | Auguste Gillot                                   |
| 41e   | Waldeck Rochet |       | PCF     | André Karman                                     |
| 42e   | Maurice Nilès |       | PCF     | Georges Valbon                                   |
| 43e   | Robert Calméjane |       | UNR-UDT | Jean Chevallier                                  |
| 44e   | Jean Lolive |       | PCF     | Jacqueline Chonavel                              |
| 45e   | Louis Odru |       | PCF     | Roger Daviet                                     |
| 46e   | Robert-André Vivien |       | UNR-UDT | Georges Thomas                                   |
| 47e   | Roland Nungesser puis le 9 février 1966 René Ithurbide                                                                                     |       | UNR-UDT | René Ithurbide                                   |
| 48e   | Pierre Billotte puis le 9 février 1966 Gilbert Noël                                                                                        |       | UNR-UDT | Gilbert Noël                                     |
| 49e   | Raoul Bleuse |       | PSU     | Henri Moulin                                     |
| 50e   | Maurice Thorez puis le 12 juillet 1964 Georges Gosnat                                                                                      |       | PCF     | Georges Gosnat                                   |
| 51e   | Fernand Dupuy |       | PCF     | François Boidron                                 |
| 52e   | Marie-Claude Vaillant-Couturier |       | PCF     | Louis Dolly                                      |
| 53e   | Paul Mainguy |       | UNR-UDT | Jacques Desroche                                 |
| 54e   | Pierre Comte-Offenbach |       | UNR-UDT | Pierre Tourneux                                  |
| 55e   | Léon Salagnac puis le 12 décembre 1964 Guy Ducoloné                                                                                        |       | PCF     | Guy Ducoloné                                     |

### Première législature(1958-1962)
| Circ. | Député                                                            | Parti | Parti        | Autres mandats                                                | Suppléant(e)                       |
| ----- | ----------------------------------------------------------------- | ----- | ------------ | ------------------------------------------------------------- | ---------------------------------- |
| 1re   | Jean Legaret                                                      |       | IPAS         | Conseiller municipal de Paris, conseiller général de la Seine | Yves Milhoud                       |
| 2e    | Michel Junot                                                      |       | IPAS         |                                                               | Fred Magnus                        |
| 3e    | Jean-Marie Le Pen                                                 |       | IPAS         |                                                               | Pierre-Émile Menuet                |
| 4e    | Jean Albert-Sorel                                                 |       | IPAS         |                                                               | Jean Bernard-Derosme               |
| 5e    | Édouard Frédéric-Dupont                                           |       | IPAS         | Conseiller municipal de Paris, conseiller général de la Seine | François Denys-Cochin              |
| 6e    | Jacques Féron                                                     |       | IPAS         |                                                               | Pierre Grippon de La Motte         |
| 7e    | René Moatti puis le 11 juin 1961 Gabriel Kaspereit                |       | UNR          |                                                               | Jacques Milloux puis Alex Biscarre |
| 8e    | Jean-Charles Lepidi                                               |       | UNR          |                                                               | Jean Bidault                       |
| 9e    | André Fanton                                                      |       | UNR          |                                                               | Michel Marquet                     |
| 10e   | Jacques Malleville                                                |       | UNR          |                                                               | René Ciblat                        |
| 11e   | Raphaël Touret                                                    |       | UNR          |                                                               | Jacques Salvinien                  |
| 12e   | Pierre-Louis Bourgoin                                             |       | UNR          |                                                               | André Planchet                     |
| 13e   | René Sanson                                                       |       | UNR          |                                                               | Claude Avisse                      |
| 14e   | Jean-Baptiste Biaggi                                              |       | UNR puis NI* |                                                               | Pierre-Jean Maraval                |
| 15e   | Julien Tardieu                                                    |       | IPAS         | Conseiller municipal de Paris, conseiller général de la Seine | Marcel Joffin                      |
| 16e   | Christian de La Malène puis le 25 septembre 1961 Lucien Carbon    |       | UNR          |                                                               | Lucien Carbon                      |
| 17e   | Jean Baylot                                                       |       | IPAS         |                                                               | François Abadie                    |
| 18e   | Jean-Robert Debray                                                |       | IPAS         |                                                               | Jacques Roullet                    |
| 19e   | Claude Roux                                                       |       | UNR          |                                                               | Noël Le Guillou                    |
| 20e   | Michel Habib-Deloncle                                             |       | UNR          | Conseiller de l'Union Française                               | Odette Launay                      |
| 21e   | Henri Karcher                                                     |       | UNR          |                                                               | René Jouannet                      |
| 22e   | Pierre Ferri                                                      |       | IPAS         |                                                               | Gaston Lemaire                     |
| 23e   | Guy Vaschetti                                                     |       | UNR          |                                                               | Roger Postel                       |
| 24e   | François Missoffe puis le 25 septembre 1961 Jean de Préaumont     |       | UNR          |                                                               | Jean de Préaumont                  |
| 25e   | Jean Pécastaing puis le 9 février 1960 Michel Sy                  |       | IPAS         | Conseiller municipal de Paris, conseiller général de la Seine | Michel Sy                          |
| 26e   | Joël Le Tac                                                       |       | UNR          |                                                               | André Lacaze                       |
| 27e   | Jean Bernasconi                                                   |       | UNR          |                                                               | Henri Pozza                        |
| 28e   | Pierre Ruais                                                      |       | UNR          | Conseiller municipal du 19ème arrondissement                  | Georges Voisin                     |
| 29e   | Georges Bourriquet puis le 3 juin 1961 Paul Bellec                |       | UNR          |                                                               | Paul Bellec                        |
| 30e   | Roger Pinoteau                                                    |       | UNR          | Conseiller municipal du 20ème arrondissement                  | Benoît Laneyrie                    |
| 31e   | Albert Marcenet                                                   |       | UNR          |                                                               | Marc Saintout                      |
| 32e   | André Roulland                                                    |       | UNR          |                                                               | Marcel Calix                       |
| 33e   | Jean Toutain                                                      |       | UNR          | Conseiller municipal de Nanterre                              | Maurice Clerc                      |
| 34e   | Achille Peretti                                                   |       | UNR          | Maire de Neuilly-sur-Seine                                    | Raoul Magrin-Vernerey, dit Monclar |
| 35e   | Edmond Pezé                                                       |       | UNR          | Conseiller général                                            | André Marsault                     |
| 36e   | Marcelle Devaud                                                   |       | UNR          | Sénateur de 1946 à 1958                                       | Eugène Royer                       |
| 37e   | Michel Maurice-Bokanowski puis le 9 février 1959 Jacques Sanglier |       | UNR          | Conseiller municipal d'Asnières-sur-Seine                     | Jacques Sanglier                   |
| 38e   | Roland Carter                                                     |       | UNR          | Conseiller général                                            | Suzanne Blondeau                   |
| 39e   | Jean-Charles Privet                                               |       | SFIO         | Maire d'Épinay-sur-Seine                                      | Fernand Beynier                    |
| 40e   | Fernand Grenier                                                   |       | PCF          | Conseiller municipal de Saint-Denis                           | Auguste Gillot                     |
| 41e   | Waldeck Rochet                                                    |       | PCF          |                                                               | André Karman                       |
| 42e   | Maurice Nilès                                                     |       | PCF          | Conseiller général, maire adjoint de Drancy                   | Georges Valbon                     |
| 43e   | Robert Calméjane                                                  |       | UNR          | Conseiller municipal de Romainville                           | Jean Le Petit                      |
| 44e   | Jean Lolive                                                       |       | PCF          | Sénateur, conseiller général, Premier maire-adjoint de Pantin | Jacqueline Chonavel                |
| 45e   | Jean-Pierre Profichet                                             |       | UNR          | Conseiller municipal de Montreuil                             | Philibert Hoffmann                 |
| 46e   | Antoine Quinson                                                   |       | IPAS         | Maire de Vincennes                                            | Raymond Gaudubois                  |
| 47e   | Roland Nungesser                                                  |       | UNR          | Premier maire-adjoint de Nogent-sur-Marne                     | Henri Le Guichaoua                 |
| 48e   | Philippe Vayron                                                   |       | IPAS         | Conseiller général                                            | Pierre Wastiaux                    |
| 49e   | Michel Peytel                                                     |       | UNR          |                                                               | Jean Fave                          |
| 50e   | Maurice Thorez                                                    |       | PCF          |                                                               | Georges Marrane                    |
| 51e   | Daniel Dreyfous-Ducas                                             |       | UNR          |                                                               | Marcel Richard                     |
| 52e   | Antoine Lacroix                                                   |       | SFIO         | Conseiller général, maire du Kremlin-Bicêtre                  | Jacques Carat                      |
| 53e   | Paul Mainguy                                                      |       | UNR          |                                                               | Camille Frabot                     |
| 54e   | Raymond Poutier                                                   |       | UNR          | Conseiller municipal de Sceaux                                | Maurice Couette                    |
| 55e   | René Plazanet                                                     |       | UNR          | Sénateur, maire de Vanves                                     | René Scherer                       |

- Jean-Baptiste Biaggi quitte le groupe UNR en raison de son désaccord sur la politique algérienne du Général de Gaulle.

## Quatrième République(1946-1958)

### IIIelégislature de laIVeRépublique(1956-1958)
| Circ. | Député                          | Parti | Parti              | Autres mandats                                 |
| ----- | ------------------------------- | ----- | ------------------ | ---------------------------------------------- |
| 4e    | Paul Bacon                      |       | MRP                |                                                |
| 2e    | Albert de Baillencourt          |       | Radical-socialiste |                                                |
| 5e    | Edmond Barrachin                |       | IPAS               |                                                |
| 5e    | Roger Boisseau                  |       | PCF                |                                                |
| 3e    | Florimond Bonte                 |       | PCF                |                                                |
| 5e    | Fernand Bouxom                  |       | MRP                |                                                |
| 2e    | Marcel Cachin                   |       | PCF                |                                                |
| 1re   | Jean Cayeux                     |       | MRP                |                                                |
| 1re   | Pierre Clostermann              |       | Radical-socialiste |                                                |
| 3e    | Georges Cogniot                 |       | PCF                |                                                |
| 1re   | Paul Coirre                     |       | IPAS               | Ancien Président du Conseil municipal de Paris |
| 3e    | Jean Damasio                    |       | UFF                |                                                |
| 4e    | Édouard Depreux                 |       | SFIO               |                                                |
| 6e    | Jean Dides                      |       | UFF                |                                                |
| 6e    | Jacques Duclos                  |       | PCF                |                                                |
| 5e    | Étienne Fajon                   |       | PCF                |                                                |
| 2e    | Jacques Féron                   |       | IPAS               |                                                |
| 1re   | Édouard Frédéric-Dupont         |       | IPAS               | Ancien Président du Conseil Municipal de Paris |
| 1re   | Roger Garaudy                   |       | PCF                |                                                |
| 3e    | Louis Gautier-Chaumet           |       | RGRCR              |                                                |
| 2e    | André Gayrard                   |       | UFF                |                                                |
| 5e    | Albert Gazier                   |       | SFIO               |                                                |
| 6e    | Fernand Grenier                 |       | PCF                |                                                |
| 5e    | Rose Guérin                     |       | PCF                |                                                |
| 3e    | Raymond Guyot                   |       | PCF                |                                                |
| 6e    | Charles Hernu                   |       | Radical-socialiste |                                                |
| 6e    | Jean Houdremont                 |       | PCF                |                                                |
| 3e    | André Hugues                    |       | Radical-socialiste |                                                |
| 2e    | Jacques Isorni                  |       | IPAS               |                                                |
| 6e    | Gérard Jaquet                   |       | SFIO               |                                                |
| 1re   | Bernard Jourd'hui               |       | PCF                |                                                |
| 2e    | Bernard Lafay                   |       | RGRCR              |                                                |
| 1re   | Jean-Marie Le Pen               |       | UFF                |                                                |
| 3e    | André Le Troquer                |       | SFIO               |                                                |
| 4e    | Claude Leclercq                 |       | Radical-socialiste |                                                |
| 2e    | Robert Lecourt                  |       | MRP                |                                                |
| 3e    | Francine Lefebvre               |       | MRP                |                                                |
| 2e    | Pierre de Léotard               |       | RGRCR              |                                                |
| 4e    | Alfred Malleret-Joinville       |       | PCF                |                                                |
| 4e    | Georges Marrane                 |       | PCF                |                                                |
| 3e    | Madeleine Marzin                |       | PCF                |                                                |
| 2e    | Daniel Mayer                    |       | SFIO               |                                                |
| 5e    | Michel Maurice-Bokanowski       |       | RS                 |                                                |
| 1re   | Vincent de Moro-Giafferri       |       | Radical-socialiste | Ancien Ministre                                |
| 5e    | Pierre Naudet                   |       | Radical-socialiste |                                                |
| 5e    | Nicolas Maurice                 |       | UFF                |                                                |
| 2e    | Claude Panier                   |       | Radical-socialiste |                                                |
| 4e    | Albert Privat                   |       | UFF                |                                                |
| 6e    | Antoine Quinson                 |       | RGRCR              |                                                |
| 1re   | Maria Rabaté                    |       | PCF                |                                                |
| 3e    | Jacques Rolland                 |       | Radical-socialiste |                                                |
| 1re   | Julien Tardieu                  |       | IPAS               |                                                |
| 2e    | Alexis Thomas                   |       | Non inscrit        |                                                |
| 4e    | Maurice Thorez                  |       | PCF                |                                                |
| 4e    | Marie-Claude Vaillant-Couturier |       | PCF                |                                                |
| 4e    | Philippe Vayron                 |       | IPAS               |                                                |
| 1re   | Robert Verdier                  |       | SFIO               |                                                |
| 2e    | Jeannette Vermeersch-Thorez     |       | PCF                |                                                |
| 3e    | Jean-Louis Vigier               |       | IPAS               |                                                |

1. ↑  Décédé le 12 février 1958.
2. ↑  Décédé le 22 novembre 1956.
3. ↑  Élu lors d'une élection partielle des 13 et 23 janvier 1957.
4. ↑  Élu lors d'une élection partielle le 30 mars 1958.

### IIelégislature(1951-1956)
| Circ. | Député                          | Parti | Parti              |
| ----- | ------------------------------- | ----- | ------------------ |
| 4e    | Paul Bacon                      |       | MRP                |
| 5e    | Edmond Barrachin                |       | RPF                |
| 3e    | Florimond Bonte                 |       | PCF                |
| 5e    | Fernand Bouxom                  |       | MRP                |
| 2e    | Marcel Cachin                   |       | PCF                |
| 5e    | Francis Caillet                 |       | RPF                |
| 1re   | Jean Cayeux                     |       | MRP                |
| 3e    | Georges Cogniot                 |       | PCF                |
| 1re   | Paul Coirre                     |       | IPAS               |
| 5e    | Alfred Costes                   |       | PCF                |
| 2e    | Joseph Denais                   |       | RI                 |
| 4e    | Édouard Depreux                 |       | SFIO               |
| 6e    | Jacques Duclos                  |       | PCF                |
| 6e    | Joseph Dumas                    |       | MRP                |
| 1re   | Pierre Estradère                |       | PCF                |
| 5e    | Étienne Fajon                   |       | PCF                |
| 2e    | Pierre Ferri                    |       | RPF                |
| 3e    | Christian Fouchet               |       | RPF                |
| 1re   | Édouard Frédéric-Dupont         |       | RPF                |
| 1re   | Pierre de Gaulle                |       | RPF                |
| 5e    | Albert Gazier                   |       | SFIO               |
| 6e    | Fernand Grenier                 |       | PCF                |
| 3e    | Jean Grousseaud                 |       | RPF                |
| 3e    | Pierre Guérard                  |       | RI                 |
| 5e    | Rose Guérin                     |       | PCF                |
| 3e    | Raymond Guyot                   |       | PCF                |
| 3e    | André Hugues                    |       | Radical-socialiste |
| 2e    | Jacques Isorni                  |       | IPAS               |
| 6e    | Gérard Jaquet                   |       | SFIO               |
| 2e    | Bernard Lafay                   |       | Radical-socialiste |
| 5e    | Joseph Lanet                    |       | UDSR               |
| 3e    | André Le Troquer                |       | SFIO               |
| 2e    | Robert Lecourt                  |       | MRP                |
| 3e    | Francine Lefebvre               |       | MRP                |
| 2e    | Jean Legaret                    |       | UDSR               |
| 2e    | Pierre de Léotard               |       | Radical-socialiste |
| 4e    | Roger Linet                     |       | PCF                |
| 4e    | Irène de Lipkowski              |       | RPF                |
| 4e    | Alfred Malleret-Joinville       |       | PCF                |
| 1re   | André Marty                     |       | PCF                |
| 3e    | Madeleine Marzin                |       | PCF                |
| 5e    | Michel Maurice-Bokanowski       |       | RPF                |
| 2e    | Daniel Mayer                    |       | SFIO               |
| 2e    | René Moatti                     |       | RPF                |
| 1re   | Vincent de Moro-Giafferri       |       | Radical-socialiste |
| 6e    | Gaston Palewski                 |       | RPF                |
| 2e    | Louis Pasteur Vallery-Radot     |       | RPF                |
| 4e    | Michel Peytel                   |       | RPF                |
| 6e    | Antoine Quinson                 |       | RPF                |
| 1re   | Maria Rabaté                    |       | PCF                |
| 1re   | Louis Rollin                    |       | RI                 |
| 4e    | Maurice Thorez                  |       | PCF                |
| 6e    | Charles Tillon                  |       | PCF                |
| 1re   | Henri Ulver                     |       | RPF                |
| 4e    | Marie-Claude Vaillant-Couturier |       | PCF                |
| 4e    | Louis Vallon                    |       | PCF                |
| 1re   | Robert Verdier                  |       | SFIO               |
| 2e    | Jeannette Vermeersch-Thorez     |       | PCF                |
| 3e    | Jean-Louis Vigier               |       | RPF                |

1. ↑  Élu lors d'une élection partielle des 7 et 22 décembre 1952.
2. ↑  Élu lors d'une élection partielle des 22 juin et 6 juillet 1952.
3. ↑  Démissionnaire le 20 mai 1952.
4. ↑  Décédé le 3 novembre 1952.

### Irelégislature(1946-1951)
| Circ. | Député                          | Parti | Parti              |
| ----- | ------------------------------- | ----- | ------------------ |
| 2e    | Gaston Auguet                   |       | PCF                |
| 4e    | Paul Bacon                      |       | MRP                |
| 5e    | Edmond Barrachin                |       | PRL                |
| 2e    | Paul Bastid                     |       | Radical-socialiste |
| 2e    | Robert Bétolaud                 |       | PRL                |
| 3e    | Florimond Bonte                 |       | PCF                |
| 4e    | Louis Bour                      |       | MRP                |
| 3e    | Pierre Maillaud dit Bourdan     |       | UDSR               |
| 5e    | Fernand Bouxom                  |       | MRP                |
| 6e    | Madeleine Braun                 |       | PCF                |
| 2e    | Marcel Cachin                   |       | PCF                |
| 2e    | René Capitant                   |       | UDSR               |
| 1re   | Jean Cayeux                     |       | MRP                |
| 3e    | Georges Cogniot                 |       | PCF                |
| 5e    | Alfred Costes                   |       | PCF                |
| 1re   | Ambroise Croizat                |       | PCF                |
| 2e    | Joseph Denais                   |       | PRL                |
| 4e    | Édouard Depreux                 |       | SFIO               |
| 6e    | Jacques Duclos                  |       | PCF                |
| 6e    | Joseph Dumas                    |       | MRP                |
| 2e    | Joséphine dite José Dupuis      |       | MRP                |
| 5e    | Yves Fagon                      |       | MRP                |
| 5e    | Étienne Fajon                   |       | PCF                |
| 1re   | Édouard Frédéric-Dupont         |       | PRL                |
| 1re   | Francisque Gay                  |       | MRP                |
| 5e    | Albert Gazier                   |       | SFIO               |
| 3e    | Denise Ginollin                 |       | PCF                |
| 6e    | Fernand Grenier                 |       | PCF                |
| 3e    | Jean Grousseaud                 |       | RPF                |
| 5e    | Rose Guérin                     |       | PCF                |
| 3e    | Raymond Guyot                   |       | PCF                |
| 5e    | Marcelle Hertzog-Cachin         |       | PCF                |
| 3e    | Jean Hubert                     |       | MRP                |
| 3e    | André Hugues                    |       | Radical-socialiste |
| 1re   | André Huraux                    |       | PCF                |
| 6e    | Gérard Jaquet                   |       | SFIO               |
| 2e    | Jean-Jacques Juglas             |       | MRP                |
| 1re   | Solange Lamblin                 |       | MRP                |
| 3e    | André Le Troquer                |       | SFIO               |
| 2e    | Robert Lecourt                  |       | MRP                |
| 3e    | Francine Lefébvre               |       | MRP                |
| 5e    | Waldeck L'Huillier              |       | PCF                |
| 4e    | Alfred Malleret-Joinville       |       | PCF                |
| 1re   | André Marty                     |       | PCF                |
| 2e    | Daniel Mayer                    |       | SFIO               |
| 1re   | Vincent de Moro-Giafferri       |       | Radical-socialiste |
| 4e    | Albert Petit                    |       | PCF                |
| 4e    | Michel Peytel                   |       | PRL                |
| 1re   | Maria Rabaté                    |       | PCF                |
| 4e    | Étienne de Raulin               |       | UDSR               |
| 6e    | Eugène Rigal                    |       | MRP                |
| 1re   | Paul Rivet                      |       | SFIO               |
| 1re   | Louis Rollin                    |       | PRL                |
| 3e    | Marc Sangnier                   |       | MRP                |
| 3e    | Charles Schauffler              |       | PRL                |
| 4e    | Maurice Thorez                  |       | PCF                |
| 6e    | Charles Tillon                  |       | PCF                |
| 3e    | Auguste Touchard                |       | PCF                |
| 4e    | Marie-Claude Vaillant-Couturier |       | PCF                |
| 2e    | Jeannette Vermeersch-Thorez     |       | PCF                |
| 3e    | Paul Verneyras                  |       | MRP                |

1. ↑  Décédé le 13 juillet 1948.
2. ↑  Décédé le 11 février 1951.
3. ↑  À partir du 5 mai 1951, à la suite du décès de Charles Schauffler.
4. ↑  À partir du 29/05/1950, à la suite du décès de Marc Sangnier.
5. ↑  À partir du 16 juillet 1948, à la suite du décès de Pierre Bourdan (élection validée le 30 novembre 1948).
6. ↑  À compter du 12 février 1951, à la suite du décès d'Ambroise Croizat.
7. ↑  Décédé le 28 mai 1950.
8. ↑  Décédé le 4 mai 1951.

## Gouvernement provisoire de la République française(1944-1946)

### 2eAssemblée nationale constituante (1946)
- Paul Bacon MRP
- Edmond Barrachin Parti républicain de la liberté
- Henri Barré SFIO
- Paul Bastid Radical-socialiste
- Robert Bétolaud Parti républicain de la liberté
- Florimond Bonte PCF
- Louis Bour MRP
- Pierre Maillaud dit Bourdan Union démocratique et socialiste de la Résistance
- Fernand Bouxom MRP
- Madeleine Braun PCF
- Gilberte Brossolette SFIO
- Julien Brunhes Parti républicain de la liberté
- Marcel Cachin PCF
- Jean Cayeux MRP
- Georges Cogniot PCF
- Alfred Costes PCF
- Ambroise Croizat PCF
- Joseph Denais Parti républicain de la liberté
- Roger Deniau SFIO
- Édouard Depreux SFIO
- Jacques Duclos PCF
- Joseph Dumas MRP
- Yves Fagon MRP
- Étienne Fajon PCF
- Édouard Frédéric-Dupont Parti républicain de la liberté
- Francisque Gay MRP
- Albert Gazier SFIO
- Denise Ginollin PCF
- Fernand Grenier PCF
- Rose Guérin PCF
- Raymond Guyot PCF
- Gérard Jaquet SFIO
- Jean-Jacques Juglas MRP
- André Le Troquer SFIO
- Robert Lecourt MRP
- Francine Lefébvre MRP
- Alfred Malleret-Joinville PCF
- André Marty PCF
- Daniel Mayer SFIO
- Vincent de Moro-Giafferri Radical-socialiste
- Gérard Ouradou SFIO
- Albert Petit PCF
- Eugène Rigal MRP
- Paul Rivet SFIO
- Louis Rollin Parti républicain de la liberté
- Marc Sangnier MRP
- Charles Schauffler Parti républicain de la liberté
- Hélène Solomon-Langevin PCF
- Maurice Thorez PCF
- Charles Tillon PCF
- Marie-Claude Vaillant-Couturier PCF
- Robert Verdier SFIO
- Jeannette Vermeersch-Thorez PCF

### 1reAssemblée nationale constituante (1945-1946)
- Antoine Avinin Résistance démocratique et socialiste
- Paul Bacon MRP
- Henri Barré SFIO
- Florimond Bonte PCF
- Louis Bouté MRP
- Fernand Bouxom MRP
- Madeleine Braun PCF
- Marcel Cachin PCF
- Jean Cayeux MRP
- Georges Cogniot PCF
- Alfred Costes PCF
- Ambroise Croizat PCF
- Joseph Denais Parti républicain de la liberté
- Édouard Depreux SFIO
- Jacques Duclos PCF
- Émile Dutilleul PCF
- Yves Fagon MRP
- Étienne Fajon PCF
- Édouard Frédéric-Dupont Parti républicain de la liberté
- Francisque Gay MRP
- Albert Gazier SFIO
- Marc Gerber MRP
- Denise Ginollin PCF
- Fernand Grenier PCF
- Rose Guérin PCF
- Raymond Guyot PCF
- Gérard Jaquet SFIO
- Jean-Jacques Juglas MRP
- Jean-Daniel Jurgensen SFIO
- Maurice Lacroix Résistance démocratique et socialiste
- Solange Lamblin MRP
- André Le Troquer SFIO
- Robert Lecourt MRP
- Francine Lefébvre MRP
- Alfred Malleret-Joinville PCF
- André Marty PCF
- Daniel Mayer SFIO
- André Paillieux MRP
- Albert Petit PCF
- Maurice Pouvrasseau Résistance démocratique et socialiste
- Eugène Rigal MRP
- Paul Rivet SFIO
- Simone Rollin MRP
- Robert Salmon SFIO
- Marc Sangnier MRP
- Hélène Solomon-Langevin PCF
- Maurice Thorez PCF
- Charles Tillon PCF
- Auguste Touchard PCF
- Marie-Claude Vaillant-Couturier PCF
- Jeannette Vermeersch-Thorez PCF
- Paul Verneyras MRP
- Henri Wallon PCF
- Robert Wetzel MRP

## Troisième République(1870-1940)

### XVIe législature (1936-1940)
- Gaston Allemane SFIO
- Bertrand de Sauvan d'Aramon Fédération républicaine
- Georges Barthélemy SFIO
- Joanny Berlioz dit Joanny Berlioz-Benier PC-SFIC jusqu'au 21/01/1940
- Florimond Bonte PC-SFIC jusqu'au 21/01/1940
- Lucien Bossoutrot Radical-socialiste
- Raoul Brandon Union socialiste républicaine jusqu'au 04/12/1941
- Marcel Brout PC-SFIC puis Union populaire française
- Marcel Capron PC-SFIC puis Parti ouvrier et paysan français
- Jean Chiappe Indépendants républicains
- Georges Cogniot PC-SFIC jusqu'au 21/01/1940
- René Colin PC-SFIC jusqu'au 21/01/1940
- Alfred Costes PC-SFIC jusqu'au 21/01/1940
- Georges Cousin Fédération républicaine
- Ambroise Croizat PC-SFIC jusqu'au 04/12/1941
- Joseph Denais Fédération républicaine
- René Dommange Indépendants d'union républicaine et nationale
- Jacques Doriot Non inscrit jusqu'au 29/06/1937
- Gustave Doussain Alliance des républicains de gauche et des radicaux indépendants
- Jacques Duclos PC-SFIC jusqu'au 21/01/1940
- Émile Dutilleul PC-SFIC jusqu'au 21/01/1940
- Étienne Fajon PC-SFIC jusqu'au 21/01/1940
- Jean Fernand-Laurent Indépendants républicains
- Jules Fourrier PC-SFIC puis en septembre 1939 NI
- Édouard Frédéric-Dupont Fédération républicaine
- Jean Garchery SFIO
- Louis Gélis Parti d'unité prolétarienne
- Marcel Gitton PC-SFIC jusqu'au 21/01/1940
- Fernand Grenier PC-SFIC depuis le 1/08/1937 jusqu'au 21/01/1940
- Jacques Grésa PC-SFIC jusqu'au 21/01/1940
- Raymond Guyot PC-SFIC depuis le 12/12/1937 jusqu'au 21/01/1940
- Marcel Héraud Républicains indépendants et d'action sociale
- Maurice Honel PC-SFIC jusqu'au 21/01/1940
- Charles des Isnards Fédération républicaine
- Henri Calloc'h de Kérillis Indépendants républicains jusqu'au 27/12/1940
- Adrien Langumier PC-SFIC jusqu'au 21/01/1940
- Charles de Lasteyrie FR jusqu'au 28/06/1936
- André Le Troquer SFIO
- Henri Lozeray PC-SFIC jusqu'au 21/01/1940
- André Marty PC-SFIC jusqu'au 21/01/1940
- André Mercier PC-SFIC jusqu'au 21/01/1940
- Charles Michels PC-SFIC jusqu'au 21/01/1940
- Gaston Monmousseau PC-SFIC jusqu'au 21/01/1940
- Prosper Môquet PC-SFIC jusqu'au 21/01/1940
- André Puech dit Parsal PC-SFIC jusqu'au 21/01/1940
- Albert Petit PC-SFIC jusqu'au 21/01/1940
- Léon Piginnier PC-SFIC jusqu'au 21/01/1940
- Armand Pillot PC-SFIC puis Parti ouvrier et paysan français
- Noël Pinelli Indépendants républicains
- Paul Reynaud Alliance des républicains de gauche et des radicaux indépendants
- Albert Rigal PC-SFIC jusqu'au 21/01/1940
- Waldeck Rochet PC-SFIC jusqu'au 21/01/1940
- Louis Rollin Alliance des républicains de gauche et des radicaux indépendants
- Georges Scapini Indépendants républicains
- Louis Sellier Parti d'unité prolétarienne
- Édouard Soulier Fédération républicaine jusqu'au 02/09/1938
- Raymond Susset Union socialiste républicaine
- Pierre Taittinger Fédération républicaine
- Maurice Thorez PC-SFIC jusqu'au 21/01/1940
- Charles Tillon PC-SFIC jusqu'au 21/01/1940
- Auguste Touchard PC-SFIC jusqu'au 21/01/1940
- Paul Vaillant-Couturier PC-SFIC jusqu'au 10/10/1937
- Charles Vallin Parti social français depuis le 06/11/1938
- Fernand Wiedemann-Goiran Indépendants d'union républicaine et nationale

### XVe législature (1932-1936)
- 1er arrondissement : Pierre Taittinger, Fédération républicaine
- 2ème : Paul Reynaud, Centre républicain
- 3ème : Gaston Bonnaure, Radical-socialiste
- 4ème : Jean-Maurice Le Corbeiller, Fédération républicaine
- 5ème (1) : Raoul Brandon, Union socialiste républicaine
- 5ème (2) : Louis Rollin, Centre républicain
- 6ème (1) : Marcel Héraud, Centre républicain
- 6ème (2) : Louis Duval-Arnould, Fédération républicaine
- 7ème (1) : Jean Lerolle, Parti démocrate populaire
- 7ème (2) : René Dommange, Indépendants de Droite
- 8ème : Paul Chassaigne-Goyon, Fédération républicaine
- 9ème (1) : Adrien Oudin, Centre républicain jusqu'au 24/01/1934 (décès), remplacé par Georges Cousin Fédération républicaine élu le 29/04/1934
- 9ème (2) : Édouard Soulier, Fédération républicaine
- 10ème (1) : Raymond Susset, Parti républicain socialiste
- 10ème (2) : Jean Fabry, Centre républicain
- 11ème (1) : Henry Paté, Gauche radicale
- 11ème (2) : Lucien Besset, Indépendants de gauche (Alliance démocratique)
- 11ème (3) : Paul Malingre, Indépendants de gauche (Alliance démocratique)
- 12ème (1) : Charles Péchin, Centre républicain
- 12ème (2) : Jean Garchery, Unité ouvrière
- 13ème (1) : Louis Gélis, Unité ouvrière
- 13ème (2) : Lucien Monjauvis, PC-SFIC
- 14ème (1) : Jean Piot, Radical-socialiste
- 14ème (2) : Sansimon Graziani, SFIO
- 15ème (1) : Bertrand de Sauvan d'Aramon, Fédération républicaine
- 15ème (2) : Lionel de Tastes, Centre républicain
- 15ème (3) : Georges Boucheron, Parti républicain socialiste
- 16ème (1) : Emmanuel Évain, Centre républicain
- 16ème (2) : Charles de Lasteyrie du Saillant, Fédération républicaine
- 17ème (1) : Georges Scapini Indépendants (Droite)
- 17ème (2) : Joseph Denais, Fédération républicaine
- 17ème (3) : Louis Fourès, Centre républicain
- 18ème (1) : Barthélemy Montagnon, Parti socialiste de France
- 18ème (2) : Paul Perrin, Parti socialiste de France
- 18ème (3) : Louis Sellier, Unité ouvrière
- 19ème (1) : Eugène Fiancette, SFIO
- 19ème (2) : Léon Martinaud-Déplat, Radical-socialiste
- 20ème (1) : Robert Jardel, SFIO
- 20ème (2) : Marcel Déat, Parti socialiste de France

Banlieue
- Saint-Denis-1 (Pantin) : Louis Marsais, SFIO
- Saint-Denis-2 (Noisy-le-Sec) : Jean-Marie Clamamus, PC-SFIC
- Saint-Denis-3 (Aubervilliers) : Maurice Foulon, Non inscrit (Socialiste indépendant)
- Saint-Denis-4 (Saint-Denis) : Jacques Doriot, PC-SFIC
- Saint-Denis-5 (Asnières) : Aimery Blacque-Belair, Indépendants de gauche (Droite)
- Saint-Denis-6 (Saint-Ouen) : Gustave Lesesne, Unité ouvrière
- Saint-Denis-7 (Clichy) : Charles Auffray, Unité ouvrière
- Saint-Denis-8 (Boulogne) : Jean Fernand-Laurent, Indépendants de gauche (Radical indépendant), élu en 1932 (élection annulée le 9/03/1933) puis réélu le 09/04/1933
- Saint-Denis-9 (Neuilly-sur-Seine) : Edmond Bloud, Républicain et social
- Saint-Denis-10 (Colombes) : André Grisoni, Radical-socialiste
- Saint-Denis-11 (Puteaux) : Georges Barthélemy, SFIO

- Sceaux-1 (Montreuil) : Paul Poncet Indépendants de gauche (Républicain socialiste dissident)
- Sceaux-2 (Vincennes) : Gustave Doussain, Républicains de gauche
- Sceaux-3 (Nogent-sur-Marne) : Jean Goy, Gauche radicale
- Sceaux-4 (Saint-Maur) : Adolphe Chéron, Gauche radicale
- Sceaux-5 (Charenton) : Marcel Capron, PC-SFIC
- Sceaux-6 (Ivry) : Maurice Thorez, PC-SFIC
- Sceaux-7 (Sceaux) : Jean Longuet, SFIO
- Sceaux-8 (Villejuif) : Auguste Gratien, Radical-socialiste
- Sceaux-9 (Vanves) : Frédéric Pic, Gauche radicale

### XIVe législature (1928-1932)
Les élections législatives furent au scrutin d'arrondissement majoritaire à deux tours de 1928 à 1936.
- Paris 1er : Pierre Taittinger, Union républicaine démocratique
- Paris 2ème : Paul Reynaud, Action démocratique et sociale
- Paris 3ème : Louis Puech, Républicains de gauche
- Paris 4ème : Jean-Maurice Le Corbeiller, Union républicaine démocratique
- Paris 5ème (1) : Raoul Brandon, Parti républicain-socialiste
- Paris 5ème (2) : Louis Rollin, Républicains de gauche
- Paris 6ème (1) : Marcel Héraud, Républicains de gauche
- Paris 6ème (2) : Louis Duval-Arnould, Union républicaine démocratique
- Paris 7ème (1) : Jean Lerolle, Parti démocrate populaire
- Paris 7ème (2) : André François-Poncet, Action démocratique et sociale
- Paris 8ème : Paul Chassaigne-Goyon, Union républicaine démocratique
- Paris 9ème (1) : Paul Escudier, Union républicaine démocratique, jusqu'au 26/10/1931 (décès) remplacé par Adrien Oudin, Centre républicain élu le 20/12/1931
- Paris 9ème (2) : Édouard Soulier, Union républicaine démocratique
- Paris 10ème (1) : André Payer, Indépendants de Droite
- Paris 10ème (2) : Jean Fabry, Action démocratique et sociale
- Paris 11ème (1) : Henry Paté, Indépendants de gauche
- Paris 11ème (2) : Lucien Besset, Indépendants de gauche
- Paris 11ème (3) : Paul Malingre, Indépendants de gauche
- Paris 12ème (1) : Charles Péchin, Union républicaine démocratique
- Paris 12ème (2) : Émile Faure, Union républicaine démocratique
- Paris 13ème (1) : Alexandre Piquemal, PC-SFIC
- Paris 13ème (2) : André Berthon, PC-SFIC
- Paris 14ème (1) : Louis Delsol, Action démocratique et sociale
- Paris 14ème (2) : Louis Dumat, Union républicaine démocratique
- Paris 15ème (1) : Bertrand de Sauvan d'Aramon, Union républicaine démocratique
- Paris 15ème (2) : Lionel de Tastes, Républicains de gauche
- Paris 15ème (3) : Georges Boucheron, Gauche sociale et radicale
- Paris 16ème (1) : Emmanuel Évain, Union républicaine démocratique
- Paris 16ème (2) : Charles de Lasteyrie du Saillant, Union républicaine démocratique
- Paris 17ème (1) : Georges Scapini, Action démocratique et sociale
- Paris 17ème (2) : Joseph Denais, Union républicaine démocratique
- Paris 17ème (3) : Antoine-Frédéric Brunet, Parti républicain-socialiste
- Paris 18ème (1) : Édouard Bussat, Action démocratique et sociale
- Paris 18ème (2) : Auguste Sabatier, Union républicaine démocratique
- Paris 18ème (3) : Marcel Cachin, PC-SFIC
- Paris 19ème (1) : Eugène Fiancette, SFIO
- Paris 19ème (2) : Georges Beaugrand, PC-SFIC
- Paris 20ème (1) : Alexandre Luquet, SFIO jusqu'au 29/06/1930 (décès), remplacé par Robert Jardel, SFIO élu le 05/10/1930
- Paris 20ème (2) : Jacques Duclos, PC-SFIC (élu en battant Léon Blum, SFIO)

- Saint-Denis (1, Pantin) : Louis Marsais, SFIO
- Saint-Denis (2, Noisy-le-Sec) : Jean-Marie Clamamus, PC-SFIC
- Saint-Denis (3, Aubervilliers) : Maurice Foulon, Indépendants (ex-SFIO)
- Saint-Denis (4, Saint-Denis) : Jacques Doriot, PC-SFIC
- Saint-Denis (5, Asnières) : Maurice Bokanowski, Gauche républicaine démocratique, jusqu'au 02/09/1928 (décès), remplacé par Aimery Blacque-Belair, Indépendants, élu le 02/12/1928
- Saint-Denis (6, Saint-Ouen) : Gustave Lesesne Indépendants (Parti socialiste-communiste)
- Saint-Denis (7, Clichy) : Louis Rouquier, Indépendants de gauche (Socialiste dissident)
- Saint-Denis (8, Boulogne) : Paul Caujole, Républicains de gauche
- Saint-Denis (9, Neuilly-sur-Seine) : Edmond Bloud, Union républicaine démocratique
- Saint-Denis (10, Colombes) : Louis Dubois, Union républicaine démocratique
- Saint-Denis (11, Puteaux) : Georges Ménétrier, PC-SFIC, inéligible, remplacé par André Marty, PC-SFIC, élu le 03/02/1929
- Sceaux (1, Montreuil) : Paul Poncet Indépendants (Divers Gauche)
- Sceaux (2, Vincennes) : Gustave Doussain, Républicains de gauche
- Sceaux (3, Nogent-sur-Marne) : Jean Goy, Gauche sociale et radicale
- Sceaux (4, Saint-Maur) : Adolphe Chéron, Gauche radicale
- Sceaux (5, Charenton) : Georges Barillet, Gauche radicale
- Sceaux (6, Ivry) : Antonin Brocard, Indépendants de Droite (élu en battant Maurice Thorez, (PC-SFIC)
- Sceaux (7, Sceaux) : Alfred Nomblot, Républicains de gauche
- Sceaux (8, Villejuif) : Auguste Gratien, Radical-socialiste
- Sceaux (9, Vanves) : Frédéric Pic, Gauche radicale

Source : Élections législatives 22-29 avril 1928 de Georges Lachapelle - https://gallica.bnf.fr/ark:/12148/bpt6k320439r.texteImage#

### XIIIe législature (1924-1928)
Les élections législatives de 1924 furent organisées au scrutin proportionnel de liste. Elles marquèrent au niveau national national la victoire du "Cartel des gauches".
Première circonscription
Liste d'Union républicaine et de concorde nationale
- Lieutenant-colonel Jean Fabry, Gauche républicaine démocratique, Ministre des Colonies
- Paul Chassaigne-Goyon, Union républicaine démocratique, Ancien Président du Conseil municipal de Paris
- Édouard Bussat, Gauche républicaine démocratique, Industriel, ancien Vice-Président du Conseil municipal de Paris
- Paul Escudier, Union républicaine démocratique, ancien Président du Conseil municipal de Paris
- André François-Poncet, Gauche républicaine démocratique, Agrégé de l'Université
- André Payer Non inscrit, Industriel, ancien conseiller municipal de Paris
- Michel Missoffe, Union républicaine démocratique, Vice-Président du Conseil municipal de Paris
- Édouard Soulier, Union républicaine démocratique, Membre de l'Union des Pères et Mères dont les Fils sont morts pour la Patrie

Liste du Bloc Ouvrier-Paysan
- Marcel Cachin, PC-SFIC
- Charles Auffray, PC-SFIC
- Raymond Baranton, PC-SFIC

Liste du Cartel des Gauches
- Antoine-Frédéric Brunet, Parti républicain-socialiste, Président du Conseil général de la Seine
- Adolphe Pinard, Radical-socialiste, Professeur de l'Académie de Médecine

Deuxième circonscription
Liste d'Union républicaine sociale et nationale
- Henry Paté Non inscrit
- Louis Puech Républicains de gauche
- Pierre Taittinger Union républicaine démocratique
- Édouard Ignace Républicains de gauche jusqu'au 23/07/1924 (décès)
- Joseph-Louis Bonnet Républicains de gauche jusqu'au 26/12/1925 (décès)
- Jean-Maurice Le Corbeiller Union républicaine démocratique

Liste du Cartel des Gauches
- Léon Blum SFIO
- Victor Dejeante Parti républicain-socialiste jusqu'au 07/12/1927 (décès)
- Louis Jaurès Parti républicain-socialiste

Liste du Bloc Ouvrier-Paysan
- Jean Garchery PC-SFIC
- Arthur Henriet PC-SFIC

Élection partielle du 28 mars 1926
Il s'agit de remplacer M.Ignace et M. Bonnet, décédés .
Sont élus :
- Jacques Duclos PC-SFIC
- Albert Fournier PC-SFIC

Troisième circonscription
Liste d'Union républicaine démocratique
- Louis Rollin, Républicains de gauche
- Marcel Héraud, Gauche républicaine démocratique
- Charles Le Boucq, Républicains de gauche
- Pierre Dupuy, Républicains de gauche
- Emmanuel Évain, Républicains de gauche
- Louis Duval-Arnould, Union républicaine démocratique
- Barthélemy Robaglia, Républicains de gauche
- Antonin Brocard, Républicains de gauche

Liste du Parti républicain socialiste
- Arthur Levasseur, Parti républicain-socialiste
- Paul Painlevé, Parti républicain-socialiste
- Jules Aubriot, Parti républicain-socialiste

Liste du Bloc Ouvrier-Paysan
- André Berthon, PC-SFIC
- Alexandre Piquemal, PC-SFIC

Quatrième circonscription
Liste du Bloc Ouvrier-Paysan
- Paul Vaillant-Couturier, PC-SFIC
- Jacques Doriot, PC-SFIC
- Clotaire Baroux, PC-SFIC
- Jean-Marie Clamamus, PC-SFIC
- Jean Laporte, PC-SFIC
- François Ternaux, PC-SFIC
- René Adam, PC-SFIC
- Henri Bourlois, PC-SFIC
- Gaston Muller, PC-SFIC

Liste du Cartel d'Union républicaine et sociale de la banlieue
- Charles Bertrand, Union républicaine démocratique
- Maurice Bokanowski, Gauche républicaine démocratique
- Louis Dubois, Union républicaine démocratique
- Jean Goy, Non inscrit
- Hector Molinié, Gauche radicale

Liste du Cartel des Gauches et des intérêts de la banlieue
- Pierre Laval, Non inscrit jusqu'au 17/02/1927 (élu au Sénat)
- Paul Poncet, SFIO
- Jean Martin, SFIO jusqu'au 21/10/1926 (décès)
- Charles Auray, SFIO jusqu'au 09/01/1927 (élu au Sénat)
- Lucien Voilin, SFIO jusqu'au 01/02/1927 (élu au Sénat)

### XIIe législature (1919-1924)
Les élections législatives de 1919 furent organisées au scrutin proportionnel de liste. Elles marquèrent au niveau national la victoire du "Bloc national" de centre-droit.

#### Première circonscription (8ème, 9ème, 10ème, 17ème, 18ème, 19ème)
Liste du Bloc national républicain
- Paul Chassaigne-Goyon, Entente républicaine démocratique (Union nationale républicaine)
- André Payer, Parti républicain-socialiste, conseiller municipal du 10ème
- Marcel Habert, Entente républicaine démocratique (Union nationale républicaine), conseiller municipal du 9ème
- Jean Fabry, Action républicaine et sociale (Républicain de gauche)
- Charles-Bernard, Non inscrit (socialiste patriote)
- Paul Escudier, Entente républicaine démocratique (Fédération républicaine)
- Adolphe Pinard, Radical-socialiste
- Édouard Bussat, Action républicaine et sociale (Alliance républicaine démocratique)
- Édouard Soulier, Action républicaine et sociale (Alliance républicaine démocratique)
- Maurice Binder, Non inscrit (indépendant)

Liste du Parti socialiste SFIO
- Arthur Groussier, SFIO
- Marcel Cachin, SFIO puis PC-SFIC
- Marcel Sembat, SFIO, jusqu'au 05/09/1922 (décès)
- Paul Vaillant-Couturier, SFIO puis PC-SFIC

#### Deuxième circonscription (1er, 2ème, 3ème, 4ème, 11ème, 12ème, 20ème)
Liste d'union républicaine nationale et sociale
- Alexandre Millerand, Non inscrit jusqu'au 23/09/1920
- Henry Paté, Action républicaine et sociale
- Henri Galli, Entente républicaine démocratique
- Louis Puech, Radical-socialiste
- Joseph Petitjean, Radical-socialiste
- Maurice Barrès, Entente républicaine démocratique jusqu'au 04/12/1923 (décès)
- Édouard Ignace, Républicains de gauche
- Jean Erlich, Entente républicaine démocratique

Liste du Parti socialiste SFIO
- Joseph Paul-Boncour, SFIO
- Auguste Dormoy, SFIO, conseiller municipal de Paris
- Léon Blum, SFIO

Liste du Comité d'action socialiste
- Jacques Lauche, Non inscrit jusqu'au 10/11/1920 (décès)

Troisième circonscription (5ème, 6ème, 7ème, 13ème, 14ème, 15ème, 16ème)
Liste d'entente républicaine et démocratique
- Emmanuel Évain, Entente républicaine démocratique
- Marc Sangnier, Non inscrit (Jeune République)
- Louis Duval-Arnould, Entente républicaine démocratique
- Louis Rollin, Entente républicaine démocratique, conseiller municipal
- Charles Le Boucq, Entente républicaine démocratique (Radical)

Liste du Parti socialiste SFIO
- Alexandre Bracke-Desrousseaux, SFIO
- Jean Mouret, SFIO
- André Berthon, SFIO

Liste d'Action française et d'Union nationale
- Léon Daudet, Indépendants (Monarchiste)

Liste de Concentration républicaine
- Paul Painlevé, Parti républicain-socialiste
- Ferdinand Buisson Radical-socialiste

Liste socialiste indépendante
- Arthur Levasseur, Non inscrit
- Arthur Rozier, Non inscrit
- Jules Aubriot, Non inscrit

Quatrième circonscription (Arrondissement de Saint-Denis et de Sceaux)
Liste d'Union républicaine et sociale de la banlieue
- Henri Coutant, Parti républicain-socialiste
- Louis Lajarrige, Parti républicain-socialiste
- Charles Bertrand, Action républicaine et sociale
- Adolphe Chéron, Radical-socialiste
- Léon Barbé, Gauche républicaine démocratique
- Hector Molinié, Gauche républicaine démocratique
- Georges Thibout, Non inscrit
- Claude Nectoux, Action républicaine et sociale
- Constant Pilate, Action républicaine et sociale
- Raphaël Rhul, Parti républicain-socialiste
- Félix Liouville, Gauche républicaine démocratique
- Maurice Bokanowski, Action républicaine et sociale
- Louis Dubois, Entente républicaine démocratique
- Raoul Calary de Lamazière, Gauche républicaine démocratique

- Joseph-Louis Bonnet, Action républicaine et sociale depuis le 13/03/1921
- Jean-Maurice Le Corbeiller, Entente républicaine démocratique depuis le 13/03/1921

Source : Barodet, sur le site de l'Assemblée Nationale - https://bibnum.sciencespo.fr/s/catalogue/ark:/46513/sc16m2kz#?c=&m=&s=&cv=

### XIe législature (1914-1919)
| Nom                                                   | Groupe / Tendance                               | Circonscription                              |
| ----------------------------------------------------- | ----------------------------------------------- | -------------------------------------------- |
| Maurice Barrès                                        | Non inscrit (Nationaliste)                      | 1er arrondissement de Paris                  |
| Amédée Bienaimé                                       | Non inscrit (Nationaliste)                      | 2e arrondissement de Paris                   |
| Louis Puech                                           | Radical-socialiste                              | 3e arrondissement de Paris                   |
| Auguste Failliot                                      | Gauche démocratique                             | 4e arrondissement de Paris, 1re              |
| Henri Galli                                           | Gauche démocratique                             | 4e arrondissement de Paris, 2e               |
| Paul Painlevé                                         | Parti républicain-socialiste                    | 5e arrondissement de Paris, 1re              |
| Georges Desplas                                       | Gauche radicale                                 | 5e arrondissement de Paris, 2e               |
| Charles Benoist                                       | Fédération républicaine                         | 6e arrondissement de Paris, 1re              |
| Joseph Lasies                                         | Non inscrit (Plébiscitaire)                     | 6e arrondissement de Paris, 2e               |
| Jean Lerolle                                          | Action libérale                                 | 7e arrondissement de Paris, 1re              |
| Maurice Spronck                                       | Fédération républicaine                         | 7e arrondissement de Paris, 2e               |
| Denys Cochin                                          | Droites (Conservateur)                          | 8e arrondissement de Paris, 1re              |
| Maurice Binder                                        | Non inscrit (Conservateur)                      | 8e arrondissement de Paris, 2e               |
| Georges Berry jusqu'au 09/04/1915 (décès)*            | Non inscrit (Conservateur)                      | 9e arrondissement de Paris, 1re              |
| Paul Escudier                                         | Fédération républicaine                         | 9e arrondissement de Paris, 2e               |
| Arthur Groussier                                      | Parti socialiste                                | 10e arrondissement de Paris, 1re             |
| Henri Tournade                                        | Fédération républicaine                         | 10e arrondissement de Paris, 2e              |
| Henry Paté                                            | Républicains de gauche                          | 11e arrondissement de Paris, 1re             |
| Édouard Ignace                                        | Union républicaine radicale et socialiste       | 11e arrondissement de Paris, 2e              |
| Jacques Lauche                                        | Parti socialiste                                | 11e arrondissement de Paris, 3e              |
| Alexandre Millerand                                   | Union républicaine radicale et socialiste       | 12e arrondissement de Paris, 1re             |
| Joseph Petitjean                                      | Radical-socialiste                              | 12e arrondissement de Paris, 2e              |
| Charles Le Boucq                                      | Union républicaine radicale et socialiste       | 13e arrondissement de Paris, 1re             |
| Louis Navarre                                         | Parti socialiste                                | 13e arrondissement de Paris, 2e              |
| Alexandre Bracke-Desrousseaux                         | Parti socialiste                                | 14e arrondissement de Paris, 1re             |
| Robert Poirier de Narçay jusqu'au 03/11/1918 (décès)* | Non inscrit (Républicain socialiste national)   | 14e arrondissement de Paris, 2e              |
| Jules Aubriot                                         | Parti socialiste                                | 15e arrondissement de Paris, 1re             |
| Arthur Levasseur                                      | Parti socialiste                                | 15e arrondissement de Paris, 2e              |
| Paul Beauregard                                       | Fédération républicaine                         | 16e arrondissement de Paris, 1re             |
| Lucien Millevoye jusqu'au 25/03/1918 (décès)*         | Non inscrit (Nationaliste)                      | 16e arrondissement de Paris, 2e              |
| Paul Pugliesi-Conti                                   | Non inscrit (Plébiscitaire)                     | 17e arrondissement de Paris, 1re             |
| Joseph Denais                                         | Action libérale                                 | 17e arrondissement de Paris, 2e              |
| Antoine-Frédéric Brunet                               | Parti socialiste                                | 17e arrondissement de Paris, 3e              |
| Marcel Sembat                                         | Parti socialiste                                | 18e arrondissement de Paris, 1re             |
| Charles Bernard                                       | Non inscrit (Républicain, socialiste, patriote) | 18e arrondissement de Paris, 2e              |
| Marcel Cachin                                         | Parti socialiste                                | 18e arrondissement de Paris, 3e              |
| Louis Lajarrige                                       | Parti républicain-socialiste                    | 19e arrondissement de Paris, 1re             |
| Arthur Rozier                                         | Parti socialiste                                | 19e arrondissement de Paris, 2e              |
| Victor Dejeante                                       | Parti socialiste                                | 20e arrondissement de Paris, 1re             |
| Édouard Vaillant jusqu'au 18/12/1915 (décès)*         | Parti socialiste                                | 20e arrondissement de Paris, 2e              |
| Adrien Veber                                          | Parti socialiste                                | Saint-Denis, 1re Pantin                      |
| Pierre Laval                                          | Parti socialiste                                | Saint-Denis, 2e Aubervilliers - Noisy-le-Sec |
| Albert Walter                                         | Parti socialiste                                | Saint-Denis, 3e Saint-Denis                  |
| Maurice Bokanowski                                    | Radical-socialiste                              | Saint-Denis, 4e Asnières - Saint-Ouen        |
| Jean Bon                                              | Parti socialiste                                | Saint-Denis, 5e Clichy - Levallois           |
| Édouard Nortier jusqu'au 06/11/1914 (décès)*          | Républicains progressistes                      | Saint-Denis, 6e Boulogne - Neuilly           |
| Louis Dubois                                          | Fédération républicaine                         | Saint-Denis, 7e Colombes - Courbevoie        |
| Lucien Voilin                                         | Parti socialiste                                | Saint-Denis, 8e Puteaux                      |
| Paul Poncet                                           | Parti socialiste                                | Sceaux, 1re Montreuil - Vincennes            |
| Albert-Thomas                                         | Parti socialiste                                | Sceaux, 2e Nogent - Saint-Maur               |
| Barthélémy Mayéras                                    | Parti socialiste                                | Sceaux, 3e Charenton                         |
| Henri Coutant                                         | Parti républicain-socialiste                    | Sceaux, 4e Ivry                              |
| Jean Longuet                                          | Parti socialiste                                | Sceaux, 5e Sceaux - Villejuif                |
| Claude Nectoux                                        | Parti socialiste                                | Sceaux, 6e Vanves                            |

- Pendant le Première Guerre Mondiale, les députés décédés n'ont pas été remplacés.

### Xe législature (1910-1914)
- Paris 1er : Maurice Barrès, Indépendant (Nationaliste)
- Paris 2ème : Amédée Bienaimé Républicains progressistes
- Paris 3ème : Louis Puech,  Républicain radical-socialiste
- Paris 4ème : Auguste Failliot, Gauche démocratique
- Paris 5ème-1 : Paul Painlevé, Parti républicain-socialiste
- Paris 5ème-2 : Georges Desplas,  Républicains radicaux-socialistes
- Paris 6ème : Charles Benoist, Républicains progressistes
- Paris 7ème-1 : Paul Lerolle, Action libérale (Monarchiste), jusqu'à son décès le 26 octobre 1912, remplacé par son fils Jean Lerolle, monarchiste (groupe Action libérale), élu le 8 décembre 1912
- Paris 7ème-2 : Maurice Spronck, Républicains progressistes
- Paris 8ème-1 : Denys Cochin, Droites
- Paris 8ème-2 : Maurice Binder, Indépendant (Monarchiste)
- Paris 9ème-1 : Georges Berry, Indépendant (Conservateur)
- Paris 9ème-2 : Paul Escudier, Républicains progressistes
- Paris 10ème-1 : Arthur Groussier, Parti socialiste
- Paris 10ème-2 : Henri Tournade, Républicains progressistes
- Paris 11ème-1 : Henry Paté,  Républicains radicaux-socialistes
- Paris 11ème-2 : Jean-Baptiste Lavaud, Parti socialiste
- Paris 11ème-3 : Jacques Lauche, Parti socialiste
- Paris 12ème-1 : Alexandre Millerand, Parti républicain-socialiste, Ministre des Travaux pubics
- Paris 12ème-2 : Jean Colly, Parti socialiste
- Paris 13ème-1 : Charles Le Boucq,  Républicains radicaux-socialistes
- Paris 13ème-2 : Ferdinand Buisson,  Républicains radicaux-socialistes
- Paris 14ème-1 : Adolphe Messimy,  Républicains radicaux-socialistes jusqu'au 7 mars 1912 (élu au Sénat), remplacé par Alexandre Bracke-Desrousseaux, Parti socialiste élu le 14/04/1912
- Paris 14ème-2 : Théodore Steeg,  Républicains radical-socialiste, jusqu'au 27 mars 1914 (élu au Sénat), non remplacé
- Paris 15ème-1 : Jules Aubriot, Parti socialiste
- Paris 15ème-2 : Emmanuel Chauvière, jusqu'à son décès le 2 juin 1910, remplacé par  Bertrand de Sauvan d'Aramon, Républicains progressistes, élu le 17 juillet 1910
- Paris 16ème-1 : Paul Beauregard, Républicains progressistes
- Paris 16ème-2 :  Lucien Millevoye, Indépendant (Nationaliste)
- Paris 17ème-1 : Paul Pugliesi-Conti, Indépendant (Plébiscitaire)
- Paris 17ème-2 : Joseph Ménard, Action libérale jusqu'à son décès le 8 septembre 1911, remplacé par Joseph Denais, Action libérale élu le 26/10/1911
- Paris 17ème-3 : Ernest Roche, Indépendant (Nationaliste)
- Paris 18ème-1 : Marcel Sembat, Parti socialiste
- Paris 18ème-2 : Gustave Rouanet, Parti socialiste
- Paris 18ème-3 : Édouard Bussat,  Républicains radicaux-socialistes
- Paris 19ème-1 : Louis Brunet,  Républicains radicaux-socialistes
- Paris 19ème-2 : Arthur Rozier, Parti socialiste
- Paris 20ème-1 : Victor Dejeante, Parti socialiste
- Paris 20ème-2 : Édouard Vaillant, Parti socialiste

- Saint-Denis-1 (Pantin - Noisy-le-Sec) : Adrien Veber, Parti socialiste
- Saint-Denis-2 (Saint-Denis - Aubervilliers) : Albert Walter, Parti socialiste
- Saint-Denis-3 (Saint-Ouen - Asnières) : Adrien Meslier, Parti socialiste
- Saint-Denis-4 (Levallois - Clichy) : Albert Willm, Parti socialiste
- Saint-Denis-5 (Neuilly - Boulogne) : Hector Depasse,  Républicains radicaux-socialistes, décédé le 16 septembre 1911, remplacé par Édouard Nortier Républicains progressistes , élu le 10 novembre 1911
- Saint-Denis-6 (Colombes - Courbevoie) : Louis Dubois, Républicains progressistes
- Saint-Denis-7 (Puteaux) : Lucien Voilin, Parti socialiste

- Sceaux-1 (Montreuil-Vincennes) : Charles Deloncle,  Républicains radicaux-socialistes
- Sceaux-2 (Nogent - Saint-Maur) : Albert-Thomas, Parti socialiste
- Sceaux-3 (Charenton) : Amédée Chenal,  Républicains radicaux-socialistes
- Sceaux-4 (Ivry - Villejuif) : Jules Coutant, dit Jules Coutant-d'Ivry, Parti républicain-socialiste jusqu'à son décès le 30 août 1913, remplacé par son fils Henri Coutant Parti républicain-socialiste, élu le 23 novembre 1913
- Sceaux-5 (Sceaux - Vanves) : Claude Nectoux, Parti socialiste

Sources : Journal Le Temps du 24 avril et du 8 mai 1910 sur Gallica - ,.

### IXe législature (1906-1910)
- Paris 1er : Maurice Barrès, Nationaliste (Non-inscrit)
- Paris 2ème : Amédée Bienaimé, Républicain nationaliste
- Paris 3ème : Louis Puech, Gauche radicale-socialiste
- Paris 4ème-1 : Auguste Failliot, Union républicaine
- Paris 4ème-2 : Paul Magnaud Gauche radicale-socialiste
- Paris 5ème-1 : René Viviani, Socialiste
- Paris 5ème-2 : Georges Desplas, Gauche radicale-socialiste
- Paris 6ème-1 : Charles-Benoist, Républicain progressiste
- Paris 6ème-2 : Laurent Prache, Républicain progressiste
- Paris 7ème-1 : Paul Lerolle, Action libérale
- Paris 7ème-2 : Maurice Spronck, Action libérale
- Paris 8ème-1 : Denys Cochin, Action libérale
- Paris 8ème-2 : Maurice Binder, Non-inscrit (Conservateur)
- Paris 9ème-1 : Georges Berry, Républicain nationaliste
- Paris 9ème-2 : Georges Berger, Républicain progressiste
- Paris 10ème-1 : Arthur Groussier, Socialistes unifiés
- Paris 10ème-2 : Henri Tournade, Républicain nationaliste
- Paris 11ème-1 : Jean Allemane; Socialistes unifiés
- Paris 11ème-2 : Édouard Lockroy, Gauche radicale-socialiste
- Paris 11ème-3 : Léonce Levraud, Gauche radicale-socialiste
- Paris 12ème-1 : Alexandre Millerand, Socialistes parlementaires
- Paris 12ème-2 : Paschal Grousset, Socialistes parlementaires, décédé le 9 avril 1909, remplacé par Lucien Le Foyer, Républicain (Gauche radicale), élu le 23 mai 1909 [5]
- Paris 13ème-1 : Charles Le Boucq, Républicain (Gauche radicale)
- Paris 13ème-2 : Ferdinand Buisson, Gauche radicale-socialiste
- Paris 14ème-1 : Adolphe Messimy, Gauche radicale-socialiste
- Paris 14ème-2 : Théodore Steeg, Gauche radicale-socialiste
- Paris 15ème-1 : Paul Chautard, Gauche radicale-socialiste
- Paris 15ème-2 : Emmanuel Chauvière, Socialistes unifiés
- Paris 16ème-1 : Paul Beauregard, Républicain progressiste
- Paris 16ème-2 : Lucien Millevoye, Républicain nationaliste
- Paris 17ème-1 : Paul Pugliesi-Conti, Républicain nationaliste
- Paris 17ème-2 : Jules Cosnard, Républicain (Gauche radicale)
- Paris 17ème-3 : Édouard Bussat, Gauche radicale-socialiste
- Paris 18ème-1 : Marcel Sembat, Socialistes unifiés
- Paris 18me-2 : Gustave Rouanet, Socialistes unifiés
- Paris 18ème-3 : Paul Brousse, Socialistes unifiés

- Paris 19ème-1 : André César Dubois, Socialistes unifiés
- Paris 19ème-2 : Arthur Rozier, Socialistes unifiés
- Paris 20ème-1 : Victor Dejeante, Socialistes unifiés
- Paris 20ème-2 : Édouard Vaillant, Socialistes unifiés

- Saint-Denis-1 (Pantin - Noisy-le-Sec) : Adrien Veber, Socialistes unifiés
- Saint-Denis-2 (Saint-Denis - Aubervilliers) : Albert Walter, Socialistes unifiés
- Saint-Denis-3 (Saint-Ouen - Asnières) : Adrien Meslier, Socialistes unifiés
- Saint-Denis-4 ( Levallois - Clichy) : Albert Willm, Socialistes unifiés
- Saint-Denis-5 (Neuilly - Boulogne) : Hector Depasse, Républicain (Gauche radicale)
- Saint-Denis-6 (Puteaux - Courbevoie) : Augustin Féron, Gauche radicale-socialiste

- Sceaux-1 (Montreuil - Vincennes) : Charles Deloncle, Gauche radicale-socialiste
- Sceaux-2 (Charenton - Saint-Maur) : Adolphe Maujan, Gauche radicale-socialiste jusqu'au 19 janvier 1909 (élu sénateur), remplacé par Amédée Chenal, Gauche radicale-socialiste, élu le 4 avril 1909 [6]
- Sceaux-3 (Ivry - Villejuif) : Jules Coutant-d'Ivry, Socialistes unifiés
- Sceaux-4 (Sceaux - Vanves) : Auguste Gervais, Gauche radicale-socialiste jusqu'au 22 janvier 1909 (élu sénateur), remplacé par Claude Nectoux, Socialistes unifiés, élu le 4 avril 1909 [6].

Sources : Journal Le Temps du 6 et du 22 mai 1906 sur Gallica - ,.

### VIIIe législature (1902-1906)
- Paris 1er : Edmond Archdeacon, Républicain nationaliste
- Paris 2ème : Gabriel Syveton, Républicain nationaliste, élu en 1902, invalidé, réélu le 21/06/1903, jusqu'au 08/12/1904 (décès), remplacé par l'Amiral Amédée Bienaimé, Républicain antiministériel, (Groupe Défense nationale), le 8 janvier 1905 [9].
- Paris 3ème : Louis Puech Républicain (Gauche radicale)
- Paris 4ème-1 : Auguste Failliot, Républicain, non-inscrit
- Paris 4ème-2 : Daniel Cloutier, Nationaliste plébiscitaire, décédé le 10 décembre 1902, remplacé par Gabriel Deville Socialiste, élu le 5 avril 1903 [10].
- Paris 5ème-1 : Jules Auffray, Républicain nationaliste
- Paris 5ème-2 : Émile Flourens, Républicain progressiste
- Paris 6ème-1 : Charles-Benoist, Républicain progressiste
- Paris 6ème-2 : Laurent Prache, Républicain libéral
- Paris 7ème-1 : Paul Lerolle, Républicain libéral
- Paris 7ème-2 : Maurice Spronck, Républicain nationaliste
- Paris 8ème-1 : Denys Cochin, Républicain libéral
- Paris 8ème-2 : Maurice Binder, Droite (Non-inscrit)
- Paris 9ème-1 : Georges Berry Nationaliste (Groupe Défense nationale)
- Paris 9ème-2 : Georges Berger, Républicain progressiste
- Paris 10ème-1 : Gabriel Bonvalot, Républicain nationaliste
- Paris 10ème-2 : Henri Tournade, Nationaliste plébiscitaire
- Paris 11ème-1 : Albert Congy, Républicain nationaliste
- Paris 11ème-2 : Édouard Lockroy, Radical-socialiste
- Paris 11ème-3 : Léonce Levraud, Radical-socialiste
- Paris 12ème-1 : Alexandre Millerand, Républicain-socialiste
- Paris 12ème-2 : Paschal Grousset Radical-socialiste
- Paris 13ème-1 : Alexandre Cardet Socialiste
- Paris 13ème-2 : Ferdinand Buisson Radical-socialiste
- Paris 14ème-1 : Adolphe Messimy Radical-socialiste
- Paris 14ème-2 : Émile Jules Dubois, Radical socialiste, décédé le 7 août 1904, remplacé par Théodore Steeg, Radical socialiste, élu le 24 juillet 1904 [11]
- Paris 15ème-1 : Henry Bagnol, Socialiste
- Paris 15ème-2 : Emmanuel Chauvière, Socialiste
- Paris 16ème-1 : Paul Beauregard, Républicain progressiste
- Paris 16ème-2 : Lucien Millevoye, Nationaliste (Non-inscrit)
- Paris 17ème-1 : Paul Pugliesi-Conti, Indépendant (droite)
- Paris 17ème-2 : Edmond Lepelletier, Républicain nationaliste
- Paris 17ème-3 : Ernest Roche Républicain nationaliste
- Paris 18ème-1 : Marcel Sembat, Socialiste
- Paris 18ème-2 : Gustave Rouanet, Socialiste
- Paris 18ème-3 : Armand Holtz Nationaliste (Non-inscrit)
- Paris 19ème-1 : Clovis Hugues, Socialiste
- Paris 19ème-2 : Charles Bos Radical-socialiste
- Paris 20ème-1 : Victor Dejeante Socialiste
- Paris 20ème-2 : Édouard Vaillant Socialiste

- Saint-Denis-1 (Pantin/Noisy-le-Sec) : Adrien Veber, Socialiste
- Saint-Denis-2 (Saint-Denis/Aubervilliers) : Albert Walter,Socialiste
- Saint-Denis-3 (Saint-Ouen/Asnières) : Adrien Meslier, Socialiste
- Saint-Denis-4 (Clichy/Levallois) : Firmin Faure, Républicain nationaliste
- Saint-Denis-5 (Neuilly/Boulogne) : Jean Guyot de Villeneuve, Républicain nationaliste
- Saint-Denis-6 (Puteaux/Courbevoie) : Augustin Féron, Radical-socialiste

- Sceaux-1 (Montreuil/Vincennes) : Pierre Richard, Non-inscrit (ex-Socialiste révisionniste) jusqu'au 19 septembre 1903, nommé Consul de France à La Nouvelle-Orléans, démissionnaire, remplacé par Charles Hémard, Nationaliste, Non-inscrit, élu le 2 août 1903 [12], invalidé, remplacé par Charles Deloncle, Radical-socialiste , élu le 24 juillet 1904 [13]
- Sceaux-2 (Charenton/Saint-Maur) : Adolphe Maujan Radical-socialiste
- Sceaux-3 (Ivry/Villejuif) : Jules Coutant-d'Ivry, Socialiste
- Sceaux-4 (Sceaux/Vanves) : Auguste Gervais Radical-socialiste

Source : journal Le Temps du 29 avril et du 13 mai 1902 sur Gallica,.

### VIIe législature (1898-1902)
- Paris 1er : Alexis Muzet, Républicain
- Paris 2ème : Gustave Mesureur, Radical-socialiste
- Paris 3ème : Louis Puech, Radical
- Paris 4ème : Henri-Blaise Chassaing, Radical
- Paris 5ème-1 : René Viviani, Radical
- Paris 5ème-2 : Charles-Gras, Radical Socialiste
- Paris 6ème-1 : André Berthelot, Socialiste parlementaire
- Paris 6ème-2 : Laurent Prache, Rallié
- Paris 7ème : Paul Lerolle, Action libérale (Monarchiste)
- Paris 8ème-1 : Denys Cochin, Monarchiste
- Paris 8ème-2 : Maurice Binder, Rallié
- Paris 9ème-1 : Georges Berry, Rallié
- Paris 9ème-2 : Georges Berger, Républicain progressiste
- Paris 10ème-1 : Arthur Groussier, Socialiste
- Paris 10ème-2 : Henri Brisson, Gauche radicale, Président de la Chambre des Députés
- Paris 11ème-1 : Pierre Baudin, Radical, démissionnaire (élu dans l'Ain), remplacé par Jean Allemane, Socialiste, élu le 3 février 1901
- Paris 11ème-2 : Édouard Lockroy, Radical Socialiste
- Paris 11ème-3 : Léonce Levraud, Radical-socialiste
- Paris 12ème-1 : Alexandre Millerand, Socialiste
- Paris 12ème-2 : Paschal Grousset, Socialiste
- Paris 13ème-1 : Paul Victor Bernard, Radical Socialiste
- Paris 13ème-2 : César Paulin-Méry, Socialiste révisionniste
- Paris 14ème-1 : Georges Girou, Indépendant
- Paris 14ème-2 : Émile Jules Dubois, Républicain socialiste
- Paris 15ème-1 : Alphonse Humbert, Radical-socialiste
- Paris 15ème-2 : Emmanuel Chauvière, Socialiste
- Paris 16ème-1 : Paul Beauregard, Républicain Libéral
- Paris 16ème-2 : Lucien Millevoye, Républicain nationaliste
- Paris 17ème-1 : Raoul Bompard, Républicain progressiste
- Paris 17ème-2 : Ernest Roche, Socialiste révisionniste
- Paris 18ème-1 : Marcel Sembat, Socialiste
- Paris 18ème-2 : Gustave Rouanet, Socialiste
- Paris 18ème-3 : Armand Holtz, Non-inscrit
- Paris 19ème-1 : Clovis Hugues, Socialiste
- Paris 19ème-2 : Charles Bos Radical-socialiste
- Paris 20ème-1 : Victor Dejeante, Socialiste
- Paris 20ème-2 : Édouard Vaillant, Socialiste

- Saint-Denis-1 : Émile Goussot, Socialiste nationaliste
- Saint-Denis-2 : Albert Walter, Socialiste
- Saint-Denis-3 : Victor Renou, Socialiste révolutionnaire
- Saint-Denis-4 : Philippe Laloge, Radical Socialiste
- Saint-Denis-5 : Stanislas Ferrand, Nationaliste

- Sceaux-1 : Pierre Richard, Socialiste révisionniste
- Sceaux-2 : Jules-Ferdinand Baulard, Radical-socialiste
- Sceaux-3 : Jules Coutant-d'Ivry, Socialiste
- Sceaux-4 : Auguste Gervais, Républicain démocrate

Source : journal Le Temps du 10 mai et du 24 mai 1898 sur Gallica,.

### VIe législature (1893-1898)
- Paris 1er : René Goblet Radical Socialiste
- Paris 2ème : Gustave Mesureur Radical-socialiste
- Paris 3ème : Émile Chautemps Radical-socialiste
- Paris 4ème-1 : Désiré Barodet Radical-socialiste jusqu'au 26/04/1896, démissionnaire, remplacé par Gabriel Deville, Socialiste, élu le 21/06/1896
- Paris 4ème-2 : Henri-Blaise Chassaing Radical-socialiste
- Paris 5ème-1 : René Viviani, Radical-socialiste
- Paris 5ème-2 : Émile Trélat, Républicain
- Paris 6ème : Albert Pétrot Radical-socialiste jusqu'au 11/12/1897 (décès), remplacé par Jules Leveillé, Républicain
- Paris 7ème : Charles-Félix Frébault, Radical
- Paris 8ème-1 : Denys Cochin, Droite
- Paris 8ème-2 : Maurice Binder, Droite
- Paris 9ème-1 : Georges Berry Ralliés
- Paris 9ème-2 : Georges Berger Républicain progressiste
- Paris 10ème-1 : Arthur Groussier, Socialiste  allemaniste
- Paris 10ème-2 : Henri Brisson Républicain
- Paris 11ème-1 : Pascal Faberot Socialiste parlementaire, "allemaniste'
- Paris 11ème-2 : Édouard Lockroy Républicain
- Paris 11ème-3 : Edmond Toussaint Socialiste
- Paris 12ème-1 : Alexandre Millerand, Radical
- Paris 12ème-2 : Paschal Grousset Radical-socialiste
- Paris 13ème-1 : Abel Hovelacque, Radical, jusqu'au 23/10/1894, remplacé par Alfred-Léon Gérault-Richard, Socialiste, élu le 6 janv. 1895
- Paris 13ème-2 : César Paulin-Méry, Boulangiste
- Paris 14ème-1 : Édouard Jacques, Radical
- Paris 14ème-2 : Henri Michelin, Révisionniste
- Paris 15ème-1 : Alphonse Humbert Radical-socialiste
- Paris 15ème-2 : Emmanuel Chauvière, Socialiste blanquiste
- Paris 16ème : Pierre Marmottan, Républicain
- Paris 17ème-1 :Charles Le Senne, Socialiste révisionniste
- Paris 17ème-2 : Ernest Roche, Boulangiste
- Paris 18ème-1 : Marcel Sembat, Radical-socialiste
- Paris 18ème-2 : Gustave Rouanet, Socialiste "allemaniste"
- Paris 18ème-3 : Jean-Baptiste Lavy  Socialiste
- Paris 19ème-1 : Clovis Hugues Socialiste parlementaire
- Paris 19ème-2 : Prudent Prudent-Dervillers, Socialiste, jusqu'au 31/10/1896 (décès), remplacé par Alexandre Girault, Radical, élu le 28 déc. 1896
- Paris 20ème-1 : Victor Dejeante, Socialiste "allemaniste"
- Paris 20ème-2 : Édouard Vaillant, Socialiste blanquiste

- Saint-Denis-1 (Pantin) : Émile Goussot Socialiste révisionniste
- Saint-Denis-2 (Saint-Denis) : Albert Walter Socialiste révolutionnaire
- Saint-Denis-3 (Levallois/Clichy) : Félix Avez Socialiste parlementaire jusqu'au 12/01/1896 (décès), remplacé par Victor Renou Socialiste révolutionnaire, élu le 23/02/1896
- Saint-Denis-4 (Boulogne/Neuilly) : Louis Lefoullon, Radical, jusqu'au 28/12/1895 (décès), remplacé par Louis Sautumier, Socialiste, élu le 09/03/1896 jusqu'au 12/11/1896 (date de son décès), remplacé par Jean-Baptiste Rigaud, Opportuniste, élu le 28 déc.1896
- Saint-Denis-5 (Courbevoie/Asnières/Puteaux) : René Chauvin Socialiste parlementaire

- Sceaux-1 (Vincennes) : Pierre Richard Socialiste révisionniste, Boulangiste
- Sceaux-2 (Charenton) : Jules-Ferdinand Baulard Radical-socialiste
- Sceaux-3 (Villejuif) : Jules Coutant dit Jules Coutant-d'Ivry Socialiste révolutionnaire

Source : journal Le Temps du 22 août et du 5 septembre 1893 sur Gallica,.

### Ve législature (1889-1893)
| Nom                                        | Groupe / Tendance                      | Circonscription                  |
| ------------------------------------------ | -------------------------------------- | -------------------------------- |
| Yves Guyot                                 | Extrême gauche                         | 1er arrondissement de Paris      |
| Gustave Mesureur                           | Extrême gauche                         | 2e arrondissement de Paris       |
| Émile Chautemps                            | Radical-socialiste                     | 3e arrondissement de Paris       |
| Désiré Barodet                             | Extrême gauche                         | 4e arrondissement de Paris, 1re  |
| Henri-Blaise Chassaing                     | Radical-socialiste                     | 4e arrondissement de Paris, 2e   |
| Alfred Naquet                              | Boulangiste                            | 5e arrondissement de Paris, 1re  |
| Jean-Marie de Lanessan jusqu'au 20/04/1891 | Extrême gauche                         | 5e arrondissement de Paris, 2e   |
| Émile Trélat à partir du 28/06/1891        | Gauche radicale                        | 5e arrondissement de Paris, 2e   |
| Armand Després                             | Union libérale républicaine            | 6e arrondissement de Paris       |
| Gabriel Terrail-Mermeix                    | Boulangiste                            | 7e arrondissement de Paris       |
| Marius Martin                              | Union des droites                      | 8e arrondissement de Paris       |
| Émile Ferry                                | Républicains progressistes             | 9e arrondissement de Paris, 1re  |
| Georges Berger                             | Républicains progressistes             | 9e arrondissement de Paris, 2e   |
| Adolphe Maujan                             | Radical                                | 10e arrondissement de Paris, 1re |
| Henri Brisson                              | Gauche radicale                        | 10e arrondissement de Paris, 2e  |
| Charles Floquet                            | Gauche radicale                        | 11e arrondissement de Paris, 1re |
| Édouard Lockroy                            | Extrême gauche                         | 11e arrondissement de Paris, 2e  |
| Henri Mathé                                | Extrême gauche                         | 11e arrondissement de Paris, 3e  |
| Alexandre Millerand                        | Extrême gauche                         | 12e arrondissement de Paris, 1re |
| Ferdinand-Camille Dreyfus                  | Radical                                | 12e arrondissement de Paris, 2e  |
| Abel Hovelacque                            | Radical                                | 13e arrondissement de Paris, 1re |
| Paulin Méry                                | Boulangiste                            | 13e arrondissement de Paris, 2e  |
| Édouard Jacques                            | Radical                                | 14e arrondissement de Paris, 1re |
| Stephen Pichon                             | Extrême gauche                         | 14e arrondissement de Paris, 2e  |
| Eugène Farcy                               | Boulangiste                            | 15e arrondissement de Paris, 1re |
| Georges Laguerre                           | Boulangiste                            | 15e arrondissement de Paris, 2e  |
| Henri Marmottan                            | Union républicaine                     | 16e arrondissement de Paris      |
| Charles Le Senne                           | Boulangiste                            | 17e arrondissement de Paris, 1re |
| Ernest Roche                               | Boulangiste                            | 17e arrondissement de Paris, 2e  |
| Charles-Ange Laisant                       | Boulangiste                            | 18e arrondissement de Paris, 1re |
| Jules Joffrin jusqu'au 15/09/1890 (décès)  | Socialiste possibiliste                | 18e arrondissement de Paris, 2e  |
| Jean-Baptiste Lavy à partir du 01/12/1890  | Parti ouvrier                          | 18e arrondissement de Paris, 2e  |
| Alfred Martineau                           | Boulangiste                            | 19e arrondissement de Paris, 1re |
| Ernest Granger                             | Boulangiste                            | 19e arrondissement de Paris, 2e  |
| Jean-Baptiste Dumay                        | FTSF                                   | 20e arrondissement de Paris, 1re |
| Tony Révillon                              | Extrême gauche                         | 20e arrondissement de Paris, 2e  |
| Jean-Baptiste Saint-Martin                 | Boulangiste                            | 20e arrondissement de Paris, 3e  |
| Émile Goussot                              | Boulangiste                            | Saint-Denis, 1re                 |
| Émile Revest                               | Boulangiste                            | Saint-Denis, 2e                  |
| Francis Laur                               | Boulangiste                            | Saint-Denis, 3e                  |
| Élie Boudeau                               | Boulangiste                            | Saint-Denis, 4e                  |
| Henri de Belleval                          | Boulangiste                            | Sceaux, 1re                      |
| Jules-Ferdinand Baulard                    | Gauche radicale                        | Sceaux, 2e                       |
| Pierre Richard                             | Boulangiste socialiste révolutionnaire | Sceaux, 3e                       |

Source : journal Le Temps du 24 septembre et du 8 octobre 1889 sur Gallica,.

### IVe législature (1885-1889)
- Antoine Achard Gauche radicale
- François Allain-Targé Union républicaine
- Désiré Barodet Union républicaine
- Désiré-Magloire Bourneville Gauche radicale
- Émile Brelay Gauche radicale
- Georges Brialou Extreme-gauche
- Zéphyrin Camélinat Extreme-gauche
- François Cantagrel jusqu'au 27/02/1887 (décès)
- Eugène Casse Union républicaine
- Eugène Delattre
- Gaston de Douville-Maillefeu
- Ferdinand-Camille Dreyfus Extreme-gauche
- Eugène Farcy Gauche radicale
- Barthélémy Forest Gauche radicale
- Charles-Félix Frébault Union républicaine
- Alfred Gaulier Gauche radicale
- Yves Guyot Extreme-gauche
- Severiano de Heredia Gauche radicale
- Antoine Hude Gauche radicale
- Jean-Marie-Arthur Labordère Extrême Gauche
- Anatole de La Forge Gauche radicale
- Krzyzanowski dit Sigismond Lacroix Gauche radicale
- Jean Lafont
- Charles-Ange Laisant Gauche radicale
- Jean-Marie de Lanessan Union républicaine
- Ernest Lefèvre Gauche radicale
- Édouard Simon dit Édouard Lockroy Gauche radicale
- Pierre Maillard Extreme-gauche
- Pierre Marmottan
- Henri Mathé Radical-socialiste
- Gustave Mesureur Gauche radicale depuis 1887
- Henri Michelin Extreme-gauche
- Alexandre Millerand
- Frédéric Passy Union républicaine
- Stephen Pichon Gauche radicale
- Benjamin Raspail Gauche radicale
- Tony Révillon Extreme-gauche
- Henri Rochefort Extreme-gauche jusqu'au 08/02/1886
- Jean Roque de Filhol Extreme-gauche
- Émile Villeneuve Gauche radicale

### IIIe législature (1881-1885)
| Nom                                                     | Groupe / Tendance          | Circonscription                  |
| ------------------------------------------------------- | -------------------------- | -------------------------------- |
| Pierre Tirard jusqu'au 23 juin 1883 (Sénat)             | Union républicaine         | 1er arrondissement de Paris      |
| Barthélémy Forest à partir du 9 septembre 1883          | Extrême gauche             | 1er arrondissement de Paris      |
| Émile Brelay                                            | Gauche radicale            | 2e arrondissement de Paris       |
| Eugène Spuller                                          | Union républicaine         | 3e arrondissement de Paris       |
| Désiré Barodet                                          | Union républicaine         | 4e arrondissement de Paris       |
| Louis Blanc jusqu'au 6 décembre 1882 (décès)            | Extrême gauche             | 5e arrondissement de Paris, 1re  |
| Désiré-Magloire Bourneville à partir du 21 janvier 1883 | Gauche radicale            | 5e arrondissement de Paris, 1re  |
| Jean-Marie de Lanessan                                  | Gauche radicale            | 5e arrondissement de Paris, 2e   |
| Anne-Charles Hérisson                                   | Union républicaine         | 6e arrondissement de Paris       |
| Charles-Félix Frébault                                  | Union républicaine         | 7e arrondissement de Paris       |
| Frédéric Passy                                          | Union démocratique         | 8e arrondissement de Paris       |
| Anatole de La Forge                                     | Extrême gauche             | 9e arrondissement de Paris, 1re  |
| Arthur Ranc                                             | Union républicaine         | 9e arrondissement de Paris, 2e   |
| Ernest Lefèvre                                          | Extrême gauche             | 10e arrondissement de Paris, 1re |
| Henri Brisson                                           | Union républicaine         | 10e arrondissement de Paris, 2e  |
| Charles Floquet jusqu'au 10 janvier 1882 (démission)    | Gauche radicale            | 11e arrondissement de Paris, 1re |
| Louis Cadet à partir du 26 février 1882                 | Union républicaine         | 11e arrondissement de Paris, 1re |
| Édouard Lockroy                                         | Union républicaine         | 11e arrondissement de Paris, 2e  |
| Louis Greppo                                            | Union républicaine         | 12e arrondissement de Paris      |
| François Cantagrel                                      | Extrême gauche             | 13e arrondissement de Paris      |
| Germain Casse                                           | Gauche radicale            | 14e arrondissement de Paris      |
| Eugène Farcy                                            | Gauche radicale            | 15e arrondissement de Paris      |
| Henri Marmottan jusqu'au 19 mars 1883 (démission)       | Républicains opportunistes | 16e arrondissement de Paris      |
| Louis Calla à partir du 20 mars 1883                    | Monarchiste                | 16e arrondissement de Paris      |
| Severiano de Heredia                                    | Union républicaine         | 17e arrondissement de Paris, 1re |
| Henri Maret                                             | Gauche radicale            | 17e arrondissement de Paris, 2e  |
| Jean Lafont à partir du 18 décembre 1881                | Gauche radicale            | 18e arrondissement de Paris, 1re |
| Georges Clemenceau                                      | Union républicaine         | 18e arrondissement de Paris, 2e  |
| François Allain-Targé                                   | Union républicaine         | 19e arrondissement de Paris      |
| Léon Gambetta jusqu'au 31 décembre 1882 (décès)         | Union républicaine         | 20e arrondissement de Paris, 1re |
| Sigismond Lacroix à partir de 1883                      | Gauche radicale            | 20e arrondissement de Paris, 1re |
| Antoine Révillon                                        | Extrême gauche             | 20e arrondissement de Paris, 2e  |
| Eugène Delattre                                         | Gauche radicale            | Saint-Denis, 1re                 |
| Émile Villeneuve                                        | Gauche radicale            | Saint-Denis, 2e                  |
| Jean Roque de Filhol                                    | Extrême gauche             | Saint-Denis, 3e                  |
| Benjamin Raspail                                        | Union républicaine         | Sceaux, 1re                      |
| Alfred Talandier                                        | Extrême gauche             | Sceaux, 2e                       |

### IIe législature (1877-1881)
| Nom                                                     | Groupe / Tendance   | Circonscription                                   |
| ------------------------------------------------------- | ------------------- | ------------------------------------------------- |
| Pierre Tirard                                           | Union républicaine  | 1er arrondissement de Paris, Louvre               |
| Émile Brelay                                            | Union républicaine  | 2e arrondissement de Paris, Bourse                |
| Eugène Spuller                                          | Union républicaine  | 3e arrondissement de Paris, Temple                |
| Désiré Barodet                                          | Union républicaine  | 4e arrondissement de Paris, Hôtel-de-Ville        |
| Louis Blanc                                             | Extrême gauche      | 5e arrondissement de Paris, Panthéon              |
| Aristide Denfert-Rochereau jusqu'au 11 mai 1878 (décès) | Union républicaine  | 6e arrondissement de Paris, Luxembourg            |
| Anne-Charles Hérisson à partir du 7 juillet 1878        |                     | 6e arrondissement de Paris, Luxembourg            |
| Charles-Félix Frébault                                  | Union républicaine  | 7e arrondissement de Paris, Palais-Bourbon        |
| Philippe Touchard jusqu'au 20 janvier 1879 (décès)      | NI / orléaniste     | 8e arrondissement de Paris, Élysée                |
| Camille Godelle à partir du 20 avril 1879               |                     | 8e arrondissement de Paris, Élysée                |
| Émile de Girardin jusqu'au 27 avril 1881 (décès)        | Gauche républicaine | 9e arrondissement de Paris, Opéra                 |
| Anatole de La Forge à partir du 29 mai 1881             | Extrême gauche      | 9e arrondissement de Paris, Opéra                 |
| Henri Brisson                                           | Union républicaine  | 10e arrondissement de Paris, Enclos Saint-Laurent |
| Charles Floquet                                         | Union républicaine  | 11e arrondissement de Paris, Popincourt           |
| Louis Greppo                                            | Union républicaine  | 12e arrondissement de Paris, Neuilly              |
| François Cantagrel                                      | Extrême gauche      | 13e arrondissement de Paris, Gobelins             |
| Germain Casse                                           | Union républicaine  | 14e arrondissement de Paris, Observatoire         |
| Eugène Farcy                                            | Union républicaine  | 15e arrondissement de Paris, Vaugirard            |
| Henri Marmottan                                         | Gauche républicaine | 16e arrondissement de Paris, Passy                |
| Pascal Duprat                                           | Gauche républicaine | 17e arrondissement de Paris, Batignolles          |
| Georges Clemenceau                                      | Union républicaine  | 18e arrondissement de Paris, Buttes-Montmartre    |
| François Allain-Targé                                   | Extrême gauche      | 19e arrondissement de Paris, Buttes-Chaumont      |
| Léon Gambetta                                           | Union républicaine  | 20e arrondissement de Paris, Ménilmontant         |
| Camille Sée                                             | Gauche républicaine | Saint-Denis, 1re                                  |
| Édouard Bamberger                                       | Gauche républicaine | Saint-Denis, 2e Neuilly                           |
| Émile Deschanel jusqu'au 31 janvier 1881 (démission)    | Centre gauche       | Saint-Denis, 3e Courbevoie                        |
| Jean Roque de Filhol à partir du 27 février 1881        | Extrême gauche      | Saint-Denis, 3e Courbevoie                        |
| Benjamin Raspail                                        | Union républicaine  | Sceaux, 1re                                       |
| Alfred Talandier                                        | Extrême gauche      | Sceaux, 2e Charenton                              |

### Ier législature (1876-1877)
| Nom                               | Groupe / Tendance                      | Circonscription                                   |
| --------------------------------- | -------------------------------------- | ------------------------------------------------- |
| Pierre Tirard                     | Union républicaine                     | 1er arrondissement de Paris, Louvre               |
| Émile Brelay                      | Union républicaine                     | 2e arrondissement de Paris, Bourse                |
| Eugène Spuller                    | Union républicaine                     | 3e arrondissement de Paris, Temple                |
| Désiré Barodet                    | Union républicaine puis Extrême gauche | 4e arrondissement de Paris, Hôtel-de-Ville        |
| Louis Blanc                       | Union républicaine                     | 5e arrondissement de Paris, Panthéon              |
| Pierre Philippe Denfert-Rochereau | Union républicaine                     | 6e arrondissement de Paris, Luxembourg            |
| Charles-Félix Frébault            | Union républicaine                     | 7e arrondissement de Paris, Palais-Bourbon        |
| Louis Decazes                     | NI / Constitutionnel                   | 8e arrondissement de Paris, Élysée                |
| Adolphe Thiers                    | Centre gauche                          | 9e arrondissement de Paris, Opéra                 |
| Henri Brisson                     | Union républicaine                     | 10e arrondissement de Paris, Enclos Saint-Laurent |
| Charles Floquet                   | Union républicaine puis Extrême gauche | 11e arrondissement de Paris, Popincourt           |
| Louis Greppo                      | Union républicaine                     | 12e arrondissement de Paris, Neuilly              |
| François Cantagrel                | Extrême-gauche                         | 13e arrondissement de Paris, Gobelins             |
| Germain Casse                     | NI / Extrême-gauche                    | 14e arrondissement de Paris, Observatoire         |
| Eugène Farcy                      | Union républicaine                     | 15e arrondissement de Paris, Vaugirard            |
| Henri Marmottan                   | NI / Républicain                       | 16e arrondissement de Paris, Passy                |
| Pascal Duprat                     | Gauche républicaine                    | 17e arrondissement de Paris, Batignolles          |
| Georges Clemenceau                | Union républicaine puis Extrême gauche | 18e arrondissement de Paris, Buttes-Montmartre    |
| François Allain-Targé             | NI / Extrême gauche                    | 19e arrondissement de Paris, Buttes-Chaumont      |
| Léon Gambetta                     | Union républicaine                     | 20e arrondissement de Paris, Ménilmontant         |
| Camille Sée                       | Gauche républicaine                    | Saint-Denis, 1re                                  |
| Édouard Bamberger                 | Gauche républicaine                    | Saint-Denis, 2e Neuilly                           |
| Émile Deschanel                   | Centre gauche                          | Saint-Denis, 3e Courbevoie                        |
| Benjamin Raspail                  | Union républicaine puis Extrême gauche | Sceaux, 1re                                       |
| Alfred Talandier                  | NI / Extrême gauche                    | Sceaux, 2e Vincennes                              |

## Assemblée Nationale (1871-1876)
| Nom                                  | Département | Date d'élection complémentaireRaison                          | Date de fin de mandat anticipéeRaison    | Étiquette/Parti                  |
| ------------------------------------ | ----------- | ------------------------------------------------------------- | ---------------------------------------- | -------------------------------- |
| Edmond Adam                          | Seine       |                                                               | 15 décembre 1875 Élu sénateur inamovible | Union républicaine               |
| Alfred André                         | Seine       | 2 juillet 1871 remplacement de députés démissionnaires ou tué |                                          | Centre gauche                    |
| Frédéric Arnaud de l'Ariège          | Seine       |                                                               |                                          | Gauche républicaine              |
| Désiré Barodet                       | Seine       | 27 avril 1873 Remplacement de Sauvage †                       |                                          | Union républicaine               |
| Martin Bernard dit Martin-Bernard    | Seine       |                                                               |                                          | Extrême gauche                   |
| Louis Blanc (1er élu)                | Seine       |                                                               |                                          | Union républicaine               |
| Émile Brelay                         | Seine       | 2 juillet 1871                                                |                                          | Union républicaine               |
| Henri Brisson                        | Seine       |                                                               |                                          | Union républicaine               |
| Jean-Baptiste Brunet                 | Seine       |                                                               |                                          | Union des Droites                |
| Georges Clemenceau                   | Seine       |                                                               |                                          | Union républicaine               |
| Claude Anthime Corbon                | Seine       | 2 juillet 1871                                                |                                          | Union républicaine               |
| Frédéric Cournet                     | Seine       |                                                               | 30 mars 1871 : démissionnaire            | Extrême-gauche                   |
| Louis Decazes de Glucksberg          | Seine       |                                                               |                                          | Centre droit                     |
| Charles Delescluze                   | Seine       |                                                               | 15 mars 1871 : démissionnaire            | Extrême-gauche                   |
| Louis Denormandie                    | Seine       | 2 juillet 1871                                                |                                          | Centre gauche                    |
| Charles Dietz-Monnin                 | Seine       | 2 juillet 1871                                                |                                          | Centre gauche                    |
| Jean-Baptiste Drouin                 | Seine       | 2 juillet 1871                                                |                                          | Centre gauche                    |
| Marc Dufraisse                       | Seine       |                                                               |                                          | Gauche républicaine              |
| Eugène Farcy                         | Seine       |                                                               |                                          | Union républicaine               |
| Charles Floquet                      | Seine       |                                                               |                                          | Union républicaine               |
| Charles Victor Frébault              | Seine       |                                                               |                                          | Gauche républicaine              |
| Léon Gambetta                        | Seine       | 2 juillet 1871                                                |                                          | Union républicaine               |
| Charles Ferdinand Gambon             | Seine       |                                                               | 5 avril 1871 : démissionnaire            | Extrême-gauche                   |
| Louis Greppo                         | Seine       |                                                               |                                          | Union républicaine               |
| Victor Hugo (2e)                     | Seine       |                                                               | 1er mars 1871 : démissionnaire           | Extrême-gauche                   |
| Jean-Baptiste Sébastien Krantz       | Seine       | 2 juillet 1871                                                |                                          | Centre gauche                    |
| Édouard Lefebvre de Laboulaye        | Seine       | 2 juillet 1871                                                |                                          | Centre gauche                    |
| Amédée Jérôme Langlois               | Seine       |                                                               |                                          | Union républicaine               |
| Léon Laurent-Pichat                  | Seine       | 2 juillet 1871                                                |                                          | Union républicaine               |
| Léon Lefébure                        | Seine       | 2 juillet 1871                                                |                                          | Centre droit                     |
| Émile Littré                         | Seine       |                                                               |                                          | Gauche républicaine              |
| Auguste Louvet                       | Seine       | 2 juillet 1871                                                |                                          | Centre gauche                    |
| Benoît Malon                         | Seine       |                                                               | 3 mars 1871 : démissionnaire             | Extrême-gauche                   |
| Jean-Baptiste Millière               | Seine       |                                                               | 26 mai 1871 : fusillé                    | Extrême-gauche                   |
| Ferdinand Moreau                     | Seine       | 2 juillet 1871                                                |                                          | Centre droit                     |
| Paul Morin                           | Seine       | 2 juillet 1871                                                | 15 décembre 1875 Élu sénateur inamovible | Gauche républicaine              |
| Charles Pernolet                     | Seine       | 2 juillet 1871                                                |                                          | Centre gauche                    |
| Alphonse Peyrat                      | Seine       |                                                               |                                          | Extrême-gauche                   |
| Alexandre de Plœuc                   | Seine       | 2 juillet 1871                                                |                                          | Centre droit                     |
| Louis Pothuau                        | Seine       |                                                               | 10 décembre 1875 Élu sénateur inamovible | Centre gauche                    |
| Edmond de Pressensé                  | Seine       | 2 juillet 1871                                                |                                          | Centre gauche                    |
| Félix Pyat                           | Seine       |                                                               | 3 mars 1871 : démissionnaire             | Extrême-gauche                   |
| Edgar Quinet                         | Seine       |                                                               | 27 mars 1875 †                           | Extrême-gauche                   |
| Eugène Razoua                        | Seine       |                                                               | 18 mars 1871 : démissionnaire            | Extrême-gauche                   |
| Henri Rochefort                      | Seine       |                                                               | 15 mars 1871 : démissionnaire            | Extrême-gauche                   |
| Jean-Marie Saisset                   | Seine       |                                                               |                                          | Centre gauche                    |
| François Clément Sauvage             | Seine       |                                                               | 11 novembre 1872 † Remplacé par Barodet  | Centre gauche                    |
| Léon Say                             | Seine       |                                                               |                                          | Centre gauche                    |
| Louis Sébert                         | Seine       | 2 juillet 1871                                                |                                          | Centre gauche                    |
| Auguste Scheurer-Kestner (1833-1899) | Seine       | 2 juillet 1871                                                | 15 décembre 1875 Élu sénateur inamovible | Député protestataire du Bas-Rhin |
| Adolphe Thiers                       | Seine       |                                                               |                                          | Centre gauche                    |
| Pierre Tirard                        | Seine       |                                                               |                                          | Extrême-gauche                   |
| Henri Tolain                         | Seine       |                                                               |                                          | Union républicaine               |
| Étienne Vacherot                     | Seine       |                                                               |                                          | Centre gauche                    |
| Joseph Vautrain                      | Seine       | 7 janvier 1872 Remplacement du Gal de Cissey                  |                                          | Centre gauche                    |
| Louis Wolowski                       | Seine       | 2 juillet 1871                                                | 10 décembre 1875 Élu sénateur inamovible | Centre gauche                    |

## Second Empire

### IVelégislature(1869-1870)
| Circ. | Député                      | Parti | Parti       |
| ----- | --------------------------- | ----- | ----------- |
| 1re   | Léon Gambetta               |       | Radical     |
| 1re   | Henri Rochefort             |       | Radical     |
| 2e    | Adolphe Thiers              |       | Libéral     |
| 3e    | François-Désiré Bancel      |       | Radical     |
| 3e    | Adolphe Crémieux            |       | Républicain |
| 4e    | Ernest Picard               |       | Républicain |
| 4e    | Alexandre Glais-Bizoin      |       | Républicain |
| 5e    | Louis-Antoine Garnier-Pagès |       | Républicain |
| 6e    | Jules Ferry                 |       | Républicain |
| 7e    | Jules Favre                 |       | Républicain |
| 8e    | Jules Simon                 |       | Républicain |
| 8e    | Emmanuel Arago              |       | Républicain |
| 9e    | Eugène Pelletan             |       | Républicain |

### IIIelégislature(1863-1869)
| Circ. | Député                      | Parti | Parti                                 |
| ----- | --------------------------- | ----- | ------------------------------------- |
| 1re   | Léonor-Joseph Havin         |       | Bonapartiste libéral                  |
| 1re   | Lazare Hippolyte Carnot     |       | Républicain                           |
| 2e    | Adolphe Thiers              |       | Libéral                               |
| 3e    | Émile Ollivier              |       | Républicain puis Bonapartiste libéral |
| 4e    | Ernest Picard               |       | Républicain                           |
| 5e    | Jules Favre                 |       | Républicain                           |
| 5e    | Louis-Antoine Garnier-Pagès |       | Républicain                           |
| 6e    | Adolphe Guéroult            |       | Bonapartiste libéral                  |
| 7e    | Louis Darimon               |       | Républicain puis Bonapartiste libéral |
| 8e    | Jules Simon                 |       | Républicain                           |
| 9e    | Eugène Pelletan             |       | Républicain                           |

### IIelégislature(1857-1863)
| Circ. | Député                      | Parti | Parti                    |
| ----- | --------------------------- | ----- | ------------------------ |
| 1re   | Augustin Guyard-Delalain    |       | Bonapartiste             |
| 2e    | François Jules Devinck      |       | Bonapartiste             |
| 3e    | Eugène Cavaignac            |       | Républicain              |
| 3e    | Benjamin-Pierre Perrot      |       | Bonapartiste             |
| 4e    | Émile Ollivier              |       | Républicain              |
| 5e    | Lazare Hippolyte Carnot     |       | Républicain              |
| 5e    | Ernest Picard               |       | Républicain              |
| 6e    | Michel Goudchaux            |       | Républicain              |
| 6e    | Jules Favre                 |       | Républicain              |
| 7e    | Louis Darimon               |       | Républicain              |
| 8e    | Edmond Fouché-Lepelletier   |       | Bonapartiste             |
| 9e    | Maximilien de Koenigswarter |       | Bonapartiste             |
| 10e   | Louis Véron                 |       | Bonapartiste indépendant |

### Irelégislature(1852-1857)
| Circ. | Député                      | Parti | Parti                    |
| ----- | --------------------------- | ----- | ------------------------ |
| 1re   | Augustin Guyard-Delalain    |       | Bonapartiste             |
| 2e    | François Jules Devinck      |       | Bonapartiste             |
| 3e    | Eugène Cavaignac            |       | Républicain              |
| 3e    | Germain Thibaut             |       | Bonapartiste             |
| 4e    | Lazare Hippolyte Carnot     |       | Républicain              |
| 4e    | Auguste Monnin-Japy         |       | Bonapartiste             |
| 5e    | Jacques Marie Perret        |       | Bonapartiste indépendant |
| 6e    | Edmond Fouché-Lepelletier   |       | Bonapartiste             |
| 7e    | Jacques Lanquetin           |       | Bonapartiste             |
| 8e    | Maximilien de Koenigswarter |       | Bonapartiste             |
| 9e    | Louis Véron                 |       | Bonapartiste indépendant |

## IIeRépublique
Élections au suffrage universel masculin à partir de 1848

### Assemblée nationale législative (1849-1851)
- Charles Lagrange[36].
- Jean-Baptiste Boichot, déchu en 1850
- Alphonse Bedeau
- Jean-Baptiste Martin Moreau
- Victor Hugo
- Alexis Vavin
- Félicité Robert de Lamennais
- Louis Wolowski
- François Edmond Rattier, déchu en 1850
- Athanase-Charles Coquerel
- Victor Considerant, déchu en 1850
- Pierre Leroux
- Henri Peupin
- François Garnon
- Ferdinand Charles Léon de Lasteyrie
- Agricol Perdiguier
- Paul Marie Rapatel
- Victor Lanjuinais (élu le 8 juillet 1849[37])
- Louis-Lucien Bonaparte (élu le 8 juillet 1849)
- Bernard Pierre Magnan (élu le 8 juillet 1849)
- Léon de Maleville (élu le 8 juillet 1849)
- Adrien-Aimé Fleury de Bar (élu le 8 juillet 1849)
- François, Benjamin, Marie Delessert (élu le 8 juillet 1849)
- Ferdinand Barrot (élu le 8 juillet 1849)
- François Adolphe Chambolle (élu le 8 juillet 1849)
- Théodore Ducos (élu le 8 juillet 1849)
- Achille Fould (élu le 8 juillet 1849)
- Éloy Ernest Forestier de Boinvilliers (élu le 8 juillet 1849)
- Hippolyte Carnot (élu le 10 mars 1850)
- Paul de Flotte (élu le 10 mars 1850)
- Eugène Sue (élu le 28 avril 1850)

### Assemblée nationale constituante (1848-1849)
- Alphonse de Lamartine[38]
- François Arago
- Louis-Antoine Garnier-Pagès
- Pierre Marie de Saint-Georges
- Pierre-Jean de Béranger (démission en mai 1848)
- Hippolyte Carnot
- Franciade Fleurus Duvivier (meurt en juillet 1848)
- Ferdinand Charles Léon de Lasteyrie
- Alexis Vavin
- Jean-Jacques Berger
- Philippe Buchez
- Louis Marie de Lahaye de Cormenin
- Claude Anthime Corbon
- Marc Caussidière (démission le 15 mai, réélu en juin 1848)
- Alexandre Martin (l'« ouvrier Albert », déchu en juin 1848)
- Louis Wolowski
- Henri Peupin
- Alexandre Ledru-Rollin
- Jean Philippe Schmit (élection annulée en mai 1848)
- Ferdinand Flocon
- Louis Blanc (déchu le 26 mai 1848)
- Agricol Perdiguier
- Athanase-Charles Coquerel
- François Garnon
- Joseph Guinard
- Félicité Robert de Lamennais
- Jean-Baptiste Martin Moreau (élu le 4 juin 1848[39])
- Michel Goudchaux (élu le 4 juin 1848)
- Nicolas Changarnier (élu le 4 juin 1848)
- Pierre Leroux (élu le 4 juin 1848)
- Victor Hugo (élu le 4 juin 1848)
- Louis-Napoléon Bonaparte (élu le 4 juin 1848)
- Charles Lagrange (élu le 4 juin 1848)
- Jean-Marie Boissel (élu le 4 juin 1848)
- Pierre-Joseph Proudhon (élu le 4 juin 1848)
- Achille Fould (élu en septembre 1848)
- François-Vincent Raspail (élu en septembre 1848)

## Chambre des députés (Monarchie de Juillet)

### VIIeLégislature(17/08/1846-24/02/1848)
- Auguste Casimir-Perier
- Ferdinand Charles Léon de Lasteyrie
- Hippolyte Ganneron décédé en 1847, remplacé par Joseph-François Malgaigne
- Lazare Hippolyte Carnot
- François Garnon
- Alphonse Taillandier
- Pierre Marie de Saint-Georges
- Jacques Félix Beudin
- Jean Marie Hercule Boissel
- Alexis Vavin
- Jean-Baptiste Martin Moreau
- Auguste René Locquet

### VIeLégislature(1842-1846)
- Ferdinand Charles Léon de Lasteyrie
- Eugène Bethmont
- Lazare Hippolyte Carnot
- François Garnon
- Alphonse Taillandier
- Pierre Marie de Saint-Georges
- Jean Marie Hercule Boissel
- Alexis Vavin
- Hippolyte Ganneron
- Antoine Galis démissionne en 1844, remplacé par Auguste René Locquet
- Jean-Baptiste Martin Moreau
- Jean-François Jacqueminot
- Jacques Lefebvre

### VeLégislature(1839-1842)
- Lazare Hippolyte Carnot
- François Garnon
- Jacques Félix Beudin
- Jean-Denis Cochin (1789-1841) décédé en 1841, remplacé par Jean Marie Hercule Boissel
- Alexis Vavin
- Hippolyte Ganneron
- Laurent-Pierre de Jussieu
- Antoine Galis
- Jean-Baptiste Martin Moreau
- Charles Legentil
- Jean-François Jacqueminot
- Louis Pierre d'Hubert
- Jacques Lefebvre
- Emmanuel de Las Cases

### IVeLégislature(1837-1839)
- François Garnon
- Jacques Félix Beudin
- Henri Gisquet
- Hippolyte Ganneron
- Laurent-Pierre de Jussieu
- Jean-Baptiste Martin Moreau
- Auguste René Locquet
- Jean-Denis Cochin (1789-1841)
- Charles Legentil
- Jean-François Jacqueminot
- Joseph Démonts
- Jacques Lefebvre
- Eusèbe de Salverte
- Jacques Laffitte

### IIIeLégislature(1834-1837)
- François Garnon
- Hippolyte Ganneron
- Jean-Baptiste Martin Moreau
- Étienne François Panis
- Jean-François Jacqueminot
- Charles Dupin
- Joseph Démonts
- Auguste de Schonen
- François-Marie Delessert
- Jacques Paturle
- Alexandre Frémicourt-Lely
- Jacques Lefebvre
- Eusèbe de Salverte
- Antoine Odier

### IIeLégislature(1831-1834)
- Félix Barthe
- Hippolyte Ganneron
- Étienne François Panis
- Louis-Marie de Belleyme
- Auguste de Schonen
- François Marie Renet
- François-Marie Delessert
- Jacques Paturle
- Alexandre de Laborde
- Jacques Lefebvre
- Eusèbe de Salverte
- Emmanuel de Las Cases
- Antoine Odier

### IreLégislature(1830-1831)
- Félix Barthe
- Hippolyte Ganneron
- Charles Dupin
- Auguste de Schonen
- Casimir Chardel
- Alexandre de Laborde
- Jacques Lefebvre
- Marc Jean Demarçay
- Eusèbe de Salverte
- Claude Tircuy de Corcelles
- Antoine Odier
- Mathieu Dumas

## Chambre des députés des départements (2eRestauration)

### Velégislature(23 juin 1830-28 juillet 1830)
- Charles Dupin
- Auguste de Schonen
- Nicolas Bavoux
- Alexandre de Laborde
- Jacques Lefebvre
- Marc Jean Demarçay
- Eusèbe Baconnière de Salverte
- Antoine Odier
- Mathieu Dumas
- Jacques Claude Roman Vassal

### IVelégislature(1828-1830)
- Auguste de Schonen
- Casimir Chardel
- Nicolas Bavoux
- Alexandre de Laborde
- Jacques Lefebvre
- Marc Jean Demarçay
- Eusèbe Baconnière de Salverte
- Antoine Odier
- Joseph-Dominique Louis
- Mathieu Dumas
- Jacques Claude Roman Vassal

### IIIelégislature(1824-1827)
- Adrien-Gustave-Thibaut Sanlot-Baguenault
- Ferdinand de Bertier de Sauvigny
- Casimir Perier
- Louis-Étienne Héricart de Thury
- Louis-Henri Bréton
- Augustin-Charles-Alexandre Ollivier
- Jean-Joseph Leroy
- Benjamin Constant
- Jacques Charles Dupont de l'Eure
- Alexandre César de La Panouse
- Louis Bonnet (homme politique, 1760-1839)
- Jacques-Denis Cochin

### IIelégislature(1816-1823)
- Casimir Perier
- Louis-Henri Bréton
- Gaspard de Chabrol
- Alexandre de Laborde
- Étienne Maurice Gérard
- Benjamin Delessert
- Augustin-Charles-Alexandre Ollivier
- Jean-Joseph Leroy
- Jacques Laffitte
- Étienne-Denis Pasquier
- Gaspard Auguste Got
- Nicolas Tripier
- Alexandre César de La Panouse
- Antoine Roy (homme politique)
- Guillaume Louis Ternaux
- Nicolas François Bellart
- Louis Bonnet (homme politique, 1760-1839)
- Guillaume Louis Isidore Goupy
- Antoine Chrysostome Quatremère de Quincy
- Bertrand Try
- Claude Salleron
- Antoine Gévaudan

### Irelégislature(1815–1816)
- Élie Decazes
- Étienne-Denis Pasquier
- Antoine Roy (homme politique)
- Nicolas François Bellart
- Bertrand Try

## Chambre des représentants (Cent-Jours)
- Jean-Baptiste Marie Chaptal de Chanteloup
- Pierre Sejean Dit Cezeaux
- Benjamin Delessert
- Eustache Baconnière de Salverte
- Jacques Laffitte
- Antoine Vincent Arnault
- Nicolas Tripier
- Charles Henri Armand Julien
- Antoine Roy
- Jean-Conrad Hottinguer
- Louis-Denis Péan de Saint-Gilles
- Louis Nicolas Dubois
- Eugène Bénard de Moussinières
- Jean-Baptiste Garnier
- Jean-Denis Lanjuinais
- Charles-Nicolas Denis

## Chambre des députés des départements (1reRestauration)
- Antoine-Isaac Silvestre de Sacy
- Pierre Auguste Lajard
- Claude-Auguste Petit de Beauverger
- Pierre Villot de Fréville
- Gaspard Louis Caze de La Bove
- André Morellet

## Corps législatif(1800-1814)
| Nom                                            | Nomination par le Sénat conservateur (Date) | Fin de mandat (Date) |
| ---------------------------------------------- | ------------------------------------------- | -------------------- |
| François Aubert (né en 1736)                   | 25 décembre 1799 (4 nivôse an VIII)         | 1er juillet 1802     |
| Claude-Auguste Petit de Beauverger (1748-1819) | 18 février 1808                             | 1er juillet 1813     |
| Antoine Marie Henri Boulard (1754-1825)        | 28 juillet 1803 (9 thermidor an XI)         | 1er juillet 1808     |
| Isidore-Simon Brière de Mondétour (1753-1810)  | 18 février 1808                             | 1er juillet 1810     |
| Gaspard Louis Caze de La Bove (1740-1824)      | 28 juillet 1803 (9 thermidor an XI)         | 4 juin 1814          |
| François Simonnet de Coulmiers (1741-1818)     | 25 décembre 1799 (4 nivôse an VIII)         | 1er juillet 1803     |
| Charles-Martin Doyen (1756-1831)               | 27 mars 1802 (6 germinal an X)              | 1er juillet 1807     |
| Éloi Charles Fieffé (1740-1807)                | 28 juillet 1803 (9 thermidor an XI)         | 16 mai 1807 †        |
| Philippe-Antoine Grouvelle (1757-1806)         | 28 mai 1800 (5 prairial an VIII)            | 15 septembre 1802    |
| Charles Antoine Guyot-Desherbiers (1745-1828)  | 25 décembre 1799 (4 nivôse an VIII)         | 1er juillet 1804     |
| Claude-Louis Jacobé de Naurois (1741-1819)     | 28 juillet 1803 (9 thermidor an XI)         | 1er juillet 1809     |
| Pierre Louis de Lacretelle (1751-1824)         | 25 décembre 1799 (4 nivôse an VIII)         | 4 juin 1814          |
| Pierre Auguste Lajard (1757-1837)              | 18 février 1808                             | 4 juin 1814          |
| Pierre-Louis Lefebvre-Laroche                  | 25 décembre 1799 (4 nivôse an VIII)         | 1er juillet 1803     |
| Étienne Leroux                                 | 25 décembre 1799 (4 nivôse an VIII)         | 1er juillet 1803     |
| André Masséna, duc de Rivoli (1756-1817)       | 28 juillet 1803 (9 thermidor an XI)         | 31 décembre 1807     |
| Nicolas de Montholon (1736-1809)               | 18 février 1808                             | 15 mai 1809 †        |
| André Morellet (1727-1819)                     | 18 février 1808                             | 4 juin 1814          |
| Antoine-Isaac Sylvestre de Sacy (1758-1838)    | 18 février 1808                             | 4 juin 1814          |
| Pierre Villot de Fréville (1746-1831)          | 28 juillet 1803 (9 thermidor an XI)         | 1er juillet 1812     |

## Conseil des Cinq-Cents(1795-1799)
| Nom                                        | Date d'élection | Date de fin de mandat | Étiquette/Parti | Commentaire                  |
| ------------------------------------------ | --------------- | --------------------- | --------------- | ---------------------------- |
| François Guillaume Jean Stanislas Andrieux | 15 avril 1798   | 26 décembre 1799      |                 |                              |
| Ambroise Henry Arnould                     | 12 avril 1799   | 26 décembre 1799      | Bonapartiste    |                              |
| François Aubert                            | 14 avril 1798   | 26 décembre 1799      |                 |                              |
| Alexandre-Jules-Benoit Debonnières         | 11 avril 1797   | 4 septembre 1797      | Droite          | Déporté le 18 fructidor an V |
| Denis-Guillaume Bourgain                   | 26 octobre 1795 | 20 mai 1798           | Plaine          |                              |
| Pierre Jean Georges Cabanis                | 14 avril 1798   | 26 décembre 1799      |                 |                              |
| Charles Henri Dambray                      | 19 octobre 1795 | 20 octobre 1795       |                 | Refuse le mandat             |
| Bertrand Dufresne                          | 10 avril 1797   | 26 décembre 1799      |                 |                              |
| Louis-Joseph Faure                         | 15 avril 1799   | 26 décembre 1799      | Bonapartiste    |                              |
| Jean-Louis Gibert des Molières             | 20 octobre 1795 | 4 septembre 1797      | Clichyen        | Déporté le 18 fructidor an V |
| Claude-Antoine Guyot-Desherbiers           | 13 avril 1798   | 26 décembre 1799      | Droite          |                              |
| Étienne Le Roux                            | 15 avril 1799   | 26 décembre 1799      | Bonapartiste    |                              |
| Denis Toussaint Lesage                     | 15 octobre 1795 | 9 juin 1796           | Modérés         | Mort en cours de mandat      |
| Claude-Louis Petiet                        | 14 avril 1799   | 26 décembre 1799      | Bonapartiste    |                              |
| Jean-Pierre Piet-Tardiveau                 | 12 avril 1797   | 1er juillet 1799      | Droite          |                              |
| Philippe Joseph Pollart                    | 16 avril 1798   | 26 décembre 1799      |                 |                              |
| Antoine Chrysostome Quatremère de Quincy   | 11 avril 1797   | 4 septembre 1797      | Droite          | Déporté le 18 fructidor an V |

## Convention nationale
N.B. Le département de Paris (1790-1795) fut renommé en département de la Seine en 1795.
24 députés et 8 suppléants

### Députés
1. Robespierre l'aîné (Maximilien-Marie-Isidore), ancien Constituant. Élu dans le Pas-de-Calais, le 6 et à Paris, le 5 septembre ; opte pour Paris[40]. Est mis hors la loi le 9 et exécuté le 10 thermidor an II (27 et 28 juillet 1794).
2. Danton (Georges-Jacques), avocat, ministre de la justice. Élu le 6 septembre. Est guillotiné le 16 germinal an II (5 avril 1794). Est remplacé par Vaugeois le 27 vendémiaire an III (18 octobre 1794).
3. Collot-d'Herbois (Jean-Marie), homme de lettres. Élu le 6 septembre. Est déporté en vertu du décret du 12 germinal an III (1er avril 1795).
4. Manuel (Pierre-Louis), procureur général syndic de la commune de Paris. Élu le 7 septembre. Démissionnaire le 19 janvier 1793. Est remplacé par Boursault le 19 mars 1793. Est condamné à mort le 24 brumaire an II (14 novembre 1793).
5. Billaud-Varenne (Jacques-Nicolas), homme de loi. Élu le 7 septembre. Est condamné à la déportation le 12 germinal an III (1er avril 1795).
6. Desmoulins (Benoît-Camille), avocat et journaliste. Élu le 8 septembre. Est guillotiné le 16 germinal an II (5 avril 1794).
7. Marat (Jean-Paul), journaliste. Élu le 9 septembre. Est assassiné le 13 juillet 1793. est remplacé par Fourcroy le 25 juillet 1793.
8. Lavicomterie (Louis-Charles de), homme de lettres. Est décrété d'arrestation le 9 prairial an III (28 mai 1795) ; est ensuite amnistié.
9. Legendre (Louis), boucher.
10. Raffron du Trouillet (Nicolas), avocat, diplomate, ancien chargé des affaires de France en Toscane.
11. Panis (Étienne-Jean), homme de loi. Est décrété d'arrestation le 8 prairial an III (27 mai 1795) ; est ensuite amnistié.
12. Sergent (Antoine-François), graveur, officier municipal. Est décrété d'arrestation le 13 prairial an III (1er juin 1795) ; est ensuite amnistié.
13. Robert (Pierre-François-Joseph), homme de lettres
14. Dusaulx (Jean), membre de l'Académie des inscriptions, ancien député à la Législative. Est exclu après le 31 mai 1793. Est rappelé le 18 frimaire an III (8 décembre 1794).
15. Fréron (Stanislas-Louis-Marie), homme de lettres.
16. Beauvais (Charles-Nicolas), médecin, ancien député à la Législative. Meurt à Montpellier le 18 germinal an II (7 avril 1794). Est remplacé par Rousseau le 9 ventôse an III (27 février 1795).
17. Fabre d'Églantine (Philippe François Nazaire Fabre, dit), homme de lettres. Est guillotiné le 16 germinal an II (5 avril 1794).
18. Osselin (Charles-Nicolas), avoué. Est guillotiné le 8 messidor an II (26 juin 1794).
19. Robespierre le jeune (Augustin-Bon-Joseph), administrateur du département. Est exécuté le 10 thermidor an II (28 juillet 1794).
20. David (Jacques Louis), peintre. Est décrété d'arrestation le 10 prairial an III (29 mai 1795); est ensuite amnistié.
21. Boucher (Antoine-Sauveur), électeur de la section du Théâtre-Français.
22. Laignelot (Joseph-François), homme de lettres. Est décrété d'arrestation le 8 prairial an III (27 mai 1795); est ensuite amnistié.
23. Thomas (Jean-Jacques), licencié ès-lois. Meurt de maladie le 27 pluviôse an II (15 février 1794).Est remplacé par Desrues le 3 ventôse an II (21 février 1794).
24. Philippe-Égalité (Louis-Philippe-Joseph-Égalité, duc d'Orléans, dit), ancien Constituant. Est condamné à mort le 16 brumaire an II (6 novembre 1793). Est remplacé par Bourgain le 27 brumaire an II (17 novembre 1793).

### Suppléants
1. Lulier (Louis-Marie), homme de loi, appelé à remplacer Manuel, le 19 mars 1793, refuse de siéger.
2. Boursault (Jean-François), directeur du théâtre de Molière. Remplace Manuel le 19 mars 1793.
3. Jean-Nicolas Pache, ancien contrôleur de la maison du roi ; ministre de la guerre, puis maire de Paris. N'a pas siégé.
4. Fourcroy (Anroine-François), médecin, membre de l'Académie des sciences. Remplace Marat le 25 juillet 1793.
5. Denis-Guillaume Bourgain, artiste. Remplace le duc d'Orléans le 27 brumaire an II (17 novembre 1793).
6. Rousseau (Jean). Remplace Beauvais le 9 ventôse an III (27 février 1795).
7. Gabriel Vaugeois, ex-prêtre. Remplace Danton le 27 vendémiaire an III (18 octobre 1794).
8. Philippe-François Desrues, électeur du canton d'Issy. Remplace Thomas le 3 ventôse an II (21 février 1794).

## Assemblée législative (1791-1792)
N.B. Le département de Paris (1790-1795) fut renommé en département de la Seine en 1795.
24 députés et 8 suppléants

### Députés
1. Jean Philippe Garran de Coulon, président du tribunal de cassation.
2. Bernard Germain de Lacépède, garde et démonstrateur du cabinet d'histoire naturelle, administrateur du département.
3. Emmanuel de Pastoret, procureur-général-syndic du département.
4. Joseph-Antoine Cerutti, administrateur du département, décédé le 1er février 1792, il est remplacé par Alleaume.
5. Charles Nicolas Beauvais de Préau, docteur en médecine, juge de paix de la section de la Croix-Rouge.
6. Félix-Julien-Jean Bigot de Préameneu, juge au tribunal du 4e arrondissement.
7. Jean-Baptiste Gouvion, major général de la garde nationale parisienne, maréchal de camp. Est démissionnaire le 13 avril 1792 et est remplacé par Demoy, le 17 avril.
8. Pierre-Marie-Auguste Broussonnet, de l'académie des sciences, secrétaire de la société d'agriculture.
9. François Cretté de Palluel, propriétaire et cultivateur à Dugny, près de Saint-Denis, administrateur du directoire du département.
10. François Gorguereau, juge au tribunal du 5e arrondissement.
11. Antoine Joseph Thorillon, ancien procureur au Châtelet, administrateur de police, président de district et de section et juge de paix de la section des Gobelins.
12. Jacques Pierre Brissot, écrivain politique, directeur du journal Le Patriote français.
13. Jean-Jacques Filassier, cultivateur, procureur-syndic du district de Bourg-la-Reine.
14. Marie-Jean Hérault de Séchelles, commissaire du roi au tribunal de cassation.
15. François-Valentin Mulot, ci-devant chanoine de Saint-Marcel, officier municipal de la section du Jardin-des-Plantes.
16. Jacques Godard, homme de loi, décédé le 4 novembre 1791, est remplacé par Lacretelle.
17. Jean-Marie Boscary, négociant. Est démissionnaire le 5 juin 1792 et est remplacé par Dusaulx.
18. Antoine Chrysostome Quatremère de Quincy, archéologue.
19. Louis Ramond de Carbonnières, physicien et géologue.
20. Léonard Robin, homme de loi, juge suppléant au tribunal du 6e arrondissement.
21. Jean-Baptiste Debry, administrateur du département.
22. Nicolas de Condorcet, commissaire de la Trésorerie nationale, secrétaire de l'Académie des sciences.
23. Thomas-François Treil-Pardailhan, ci-devant baron, chevalier de Saint-Louis, administrateur du département.
24. Joseph François Augustin Monneron, négociant. Démissionnaire le 31 mars 1792, est remplacé le 2 avril par Kersaint.

### Suppléants
1. Pierre Louis de Lacretelle, homme de loi, remplace le 7 novembre 1791, Godard, décédé.
2. Augustin Pierre Joseph Alleaume, notaire, remplace le 9 février 1792, Cerutti, décédé.
3. Étienne Clavière, électeur de 1790 et 1791, financier. Appelé le 1er avril 1792, à remplacer Monneron, démissionnaire, opte pour le ministère des contributions publiques dont il est titulaire.
4. Armand de Kersaint, chef de division des armées navales. Remplace le 2 avril 1792, Monneron, démissionnaire.
5. Chrétien Alexandre de Moÿ, curé de Saint-Laurent. Remplace, le 17 avril 1792, Gouvion, démissionnaire.
6. Jean Dusaulx, de l'Académie des Inscriptions et Belles-Lettres. Remplace, le 6 juin 1792, Boscary, démissionnaire.
7. Jean-Baptiste Louis Joseph Billecocq, jurisconsulte, directeur de l'administration de la loterie royale de France.
8. Collard (Pierre Nicolas), curé de Conflans.